# Eracle

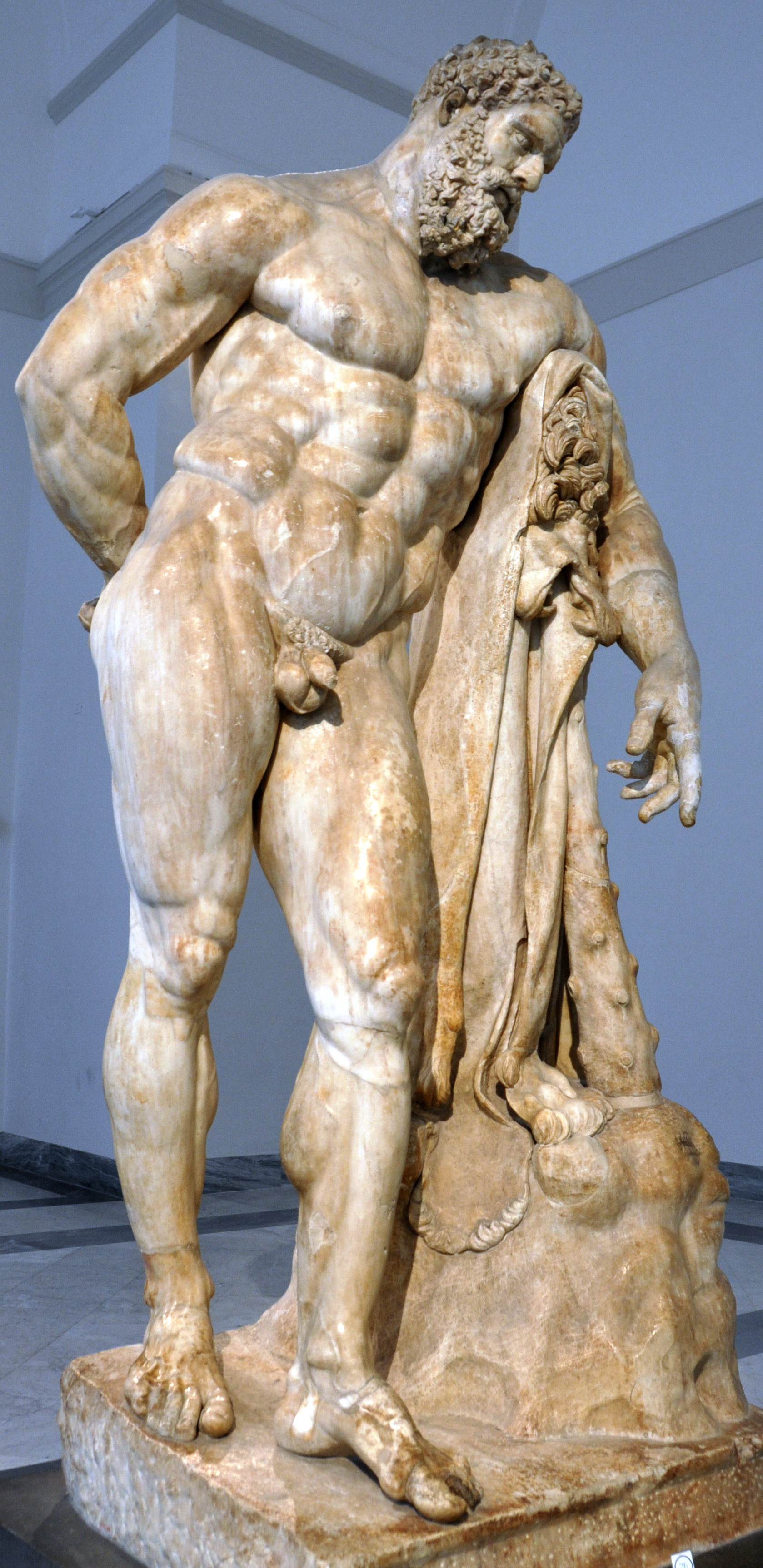
Statua dell'eroe Eracle, detta "Eracle Farnese" per la sua lunga permanenza nel cortile di Palazzo Farnese. Rinvenuta nel 1546 presso le Terme di Caracalla in Roma, la statua è oggi conservata al Museo archeologico nazionale di Napoli. Corrisponde a una copia del II secolo d.C. dell'originale in bronzo di Lisippo (IV secolo a.C.). Da notare, sulla roccia sotto la clava, la firma del copista, Glicone scultore ateniese del II secolo d.C. Qui Eracle è rappresentato dopo la sua ultima fatica, la mano destra dietro la schiena tiene i pomi d'oro rubati nel giardino delle Esperidi. Dopo la fatica Eracle si riposa appoggiandosi a una roccia dove ha posato la sua clava e la leonté (quest'ultima, la pelle del Leone Nemeo, frutto della sua prima fatica). La statua è raffigurata nello stemma della città di Ercolano, che prende il nome proprio dall'eroe.

Èracle (in greco antico: Ἡρακλῆς?, Hēraklḕs, composto da Ἥρα, Era, e κλέος, "gloria", quindi "gloria di Era") è un eroe e semidio della mitologia greca, corrispondente alla figura della mitologia etrusca Hercle e a quella della mitologia romana Ercole. Era figlio di Alcmena e di Zeus, quest'ultimo bisnonno della stessa Alcmena, poiché padre di Perseo e nonno di Elettrione. Egli nacque a Tebe ed era dotato di una forza sovrumana. Il patronimico poetico che lo definisce è Alcide, derivante da Alceo, suo nonno paterno putativo.

## Il mito

### La nascita e il nome
Elettrione, re di Micene, figlio di Perseo, aveva una figlia, chiamata Alcmena, di straordinaria bellezza. Anfitrione, giovane re di Tirinto e nipote dello stesso Elettrione, in quanto figlio di suo fratello Alceo, si invaghì di lei e decise di prenderla in sposa. Elettrione decise di dare il proprio consenso a patto che il pretendente sconfiggesse in guerra la popolazione dei Tafi che, alcuni anni prima, avevano sterminato i figli del re. Anfitrione accettò la sfida ma, durante una battaglia, uccise a causa di un incidente lo stesso Elettrione. Sconfitto da Stenelo fratello del defunto re, Anfitrione fu costretto a trovare rifugio presso Tebe dove il re locale, Creonte, gli diede in dono un magnifico palazzo, degno di un ospite tanto nobile.
Poco dopo, Anfitrione riprese la guerra contro i Tafi, riuscendo così a compiere la vendetta promessa. Durante la sua assenza, Zeus, invaghitosi di Alcmena, prese le forme del marito e si unì a lei, facendo persino in modo che la notte durasse ben tre volte di più. Frutto di questa relazione fu appunto Eracle, il futuro eroe greco. Ermes, che aveva accompagnato il padre presso il palazzo di Tebe, rimase fuori, facendo in modo che nessuno potesse mai disturbare i due amanti. Anfitrione, tornato dalla guerra proprio in quel momento, mandò il proprio servitore, Sosia, ad avvertire la moglie del suo ritorno. Il servitore però si trovò davanti Ermes, sotto le sembianze dello stesso Sosia, che, tra un pugno e l'altro, lo convinse di non essere in realtà quello che lui credeva. Questa serie di equivoci fu fonte d'ispirazione per Plauto, che scrisse appunto una commedia chiamata "Anfitrione".
Anfitrione, rientrato nelle proprie stanze, ignaro di tutto, si unisce alla propria sposa. Da questo incontro sarebbe nato Ificle, futuro guerriero e compagno del fratello in molte avventure.
Poco prima che Eracle nascesse, Zeus si vantò di questo suo imminente figlio che avrebbe regnato sulla casa di Tirinto. Era, gelosa, ritardò allora il parto di Alcmena e accelerò quello di Nicippe, moglie di Stenelo, zio di Alcmena. Il figlio di questi ultimi, Euristeo, nacque perciò un'ora prima di Eracle e ottenne così la primogenitura. Eracle nacque dunque insieme a Ificle, e Anfitrione, ancora ignaro della relazione segreta, così come ignara era anche Alcmena, credeva di aver generato due gemelli. Fu Tiresia, il grande indovino, a rivelare alla donna la straordinaria origine del figlio.
Alcmena capì che il piccolo sarebbe stato perseguitato dai famigerati furori della regina dei cieli, e non osando allevarlo con le sue sole forze lo portò all'aperto, in un campo, confidando che Zeus non avrebbe negato al frutto del suo seme la divina protezione. Il padre degli dei ordinò dunque al fedele Ermes di attuare un astuto stratagemma. Mentre Era dormiva il celere messaggero divino, portando in braccio il bambino lo avvicinò al seno della dea, facendogli così succhiare un po' del suo latte che, essendo divino, rendeva il fortunato un invincibile eroe. Era però, svegliatasi a causa di un morso del bambino, ebbe un moto di terrore. Quel repentino movimento fece cadere, dal seno della dea, una piccola parte del suo latte che fu dunque origine della Via Lattea, denominata così proprio in ricordo di tale evento.
Il nome di Eracle significa letteralmente "gloria di Era", e il motivo di ciò ha avuto varie spiegazioni, sin dall'antichità: forse perché fu a motivo delle persecuzioni di Era che Eracle dovette compiere le sue imprese e ottenere la gloria, o forse perché fu allattato dalla dea, che può dunque vantarsi di avere allattato un eroe così forte. C'è anche un'altra spiegazione: dopo che Era fece impazzire Eracle, che fuori di sé uccise i propri figli, l'eroe si recò all'oracolo di Delfi, dove la sacerdotessa d'Apollo gli ingiunse di andare a Tirinto dal cugino Euristeo, dove avrebbe dovuto servirlo e compiere tutte le imprese che lui gli avrebbe imposto, e ciò l'avrebbe dovuto fare per la gloria di Era, e da allora in poi si sarebbe chiamato "Eracle", cioè "gloria di Era" (precedentemente il suo nome era Alcide).

### La gioventù

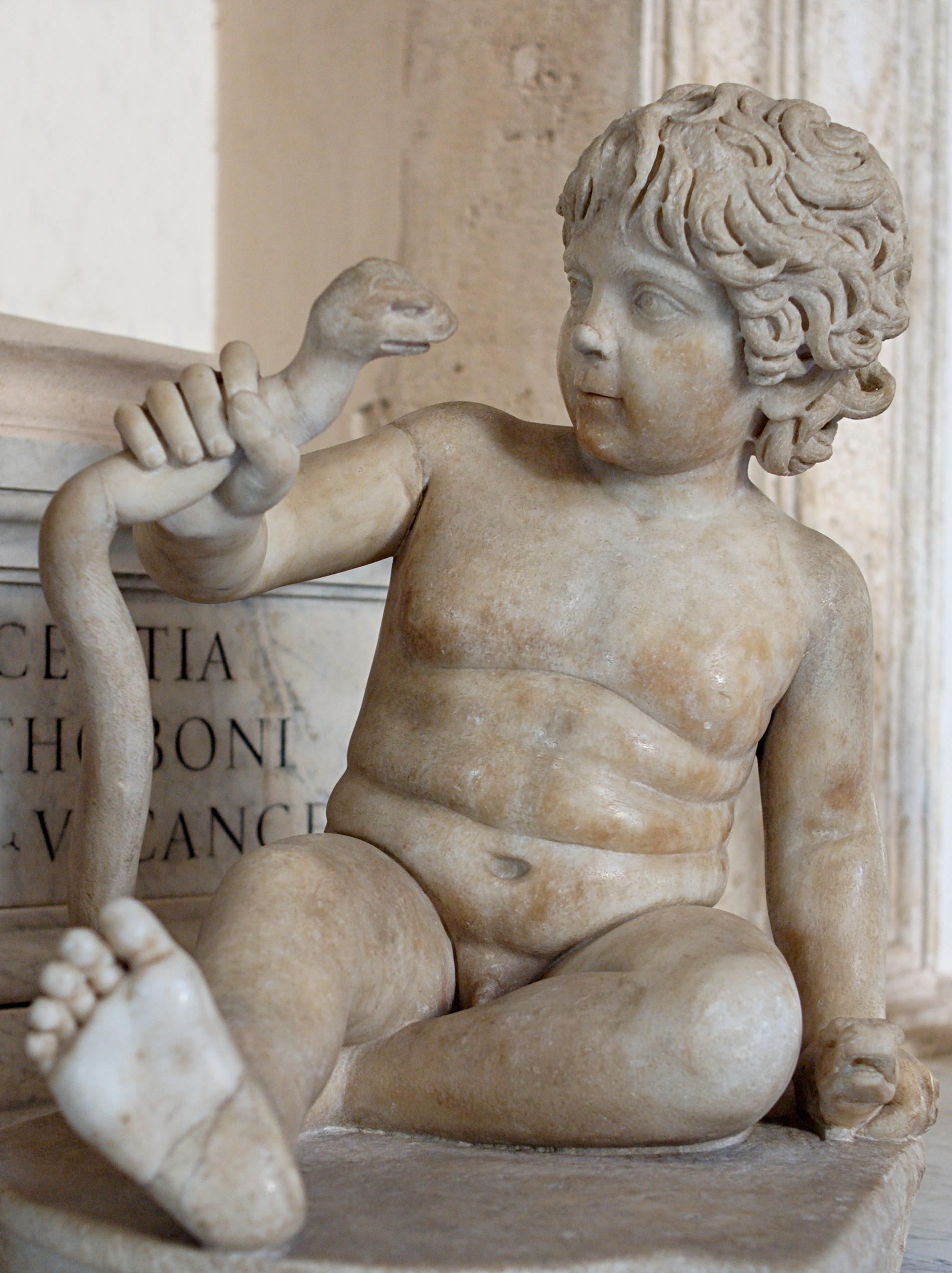
Eracle bambino strozza i due serpenti, marmo bianco di manifattura romana (II secolo a.C.; Roma, Musei Capitolini)

Tornando alle storie dell'infanzia di Eracle, Era non accettò l'affronto e covò contro il piccolo, frutto del tradimento del marito, propositi omicidi: qualche mese più tardi mise due serpenti velenosi nella camera dove dormivano Eracle e Ificle. Quando questi si svegliò, con il pianto fece sopraggiungere i suoi genitori, che giunsero in tempo per vedere il piccolo Eracle strangolare i serpenti, uno per mano. Secondo un'altra versione del mito, i serpenti non erano velenosi, ma furono messi nella camera dei gemelli da Anfitrione, che voleva sapere quale dei due fosse suo figlio, poiché aveva saputo anche lui dall'indovino Tiresia che uno dei due gemelli non era figlio suo.
Anfitrione non risparmiò comunque nessuna cura nell'allevare quello straordinario figlio adottivo. Egli stesso insegnò al bambino a domare i cavalli e a guidare il cocchio. Da ogni angolo della Grecia vennero convocati i più rinomati maestri: Chirone, primo fra tutti, gli insegnò l'arte della medicina e della chirurgia, Eurito fu maestro di tiro con l'arco, Castore lo allenò nell'utilizzo della spada e delle armi, Autolico nello sforzo fisico e nel pugilato, materia che il giovane Eracle apprezzò grandemente. Non ebbero la stessa sorte però arti come ad esempio la musica.
Lino, discendente del divino Apollo, era suo maestro di musica. Il giovane allievo, rude nei movimenti, non era in grado di trattenere la propria forza fisica, distruggendo, letteralmente, la lira che avrebbe dovuto suonare. Lino, un giorno, non riuscendo a sopportare l'incredibile insensibilità musicale dell'allievo, lo rimproverò aspramente e lo costrinse a un severo castigo. Eracle, di carattere piuttosto focoso, sebbene inconsapevolmente, non riuscendo a trattenere la propria forza, colpì con la lira il maestro, che cadde morto a causa dell'urto.
A causa di ciò Anfitrione fu costretto a mandarlo a vivere fra i guardiani dei suoi greggi, in montagna: qui Eracle si riconciliò col maestro Chirone e imparò dal saggio mentore non solo leggi scientifiche ma anche, e soprattutto, leggi morali. Cresciuto forte e bello, rimase presso le greggi del monte Citerone fino all'età di diciotto anni. Secondo alcuni autori raggiunse la statura di 4 cubiti e 1 piede (2,33 m), ma viene raffigurato dagli artisti come un uomo di statura normale.
Prima di ritirarsi da questa vita faticosa ma felice, durante una meditazione, Eracle incontrò sulla via due donne affascinanti, ognuna delle quali lo invitava a raggiungerla sul proprio cammino. La prima, di aspetto florido e stupendamente vestita, rappresentava il piacere e mostrava al giovane un sentiero erboso e idilliaco. La seconda donna, in abiti solenni, era invece il dovere, che avrebbe condotto l'eroe presso un sentiero sassoso e terribile. Eracle, benché affascinato dalle proposte del piacere, preferì seguire il dovere, segnando tutta la sua vita al servizio dei più deboli.

### Prime imprese di Eracle

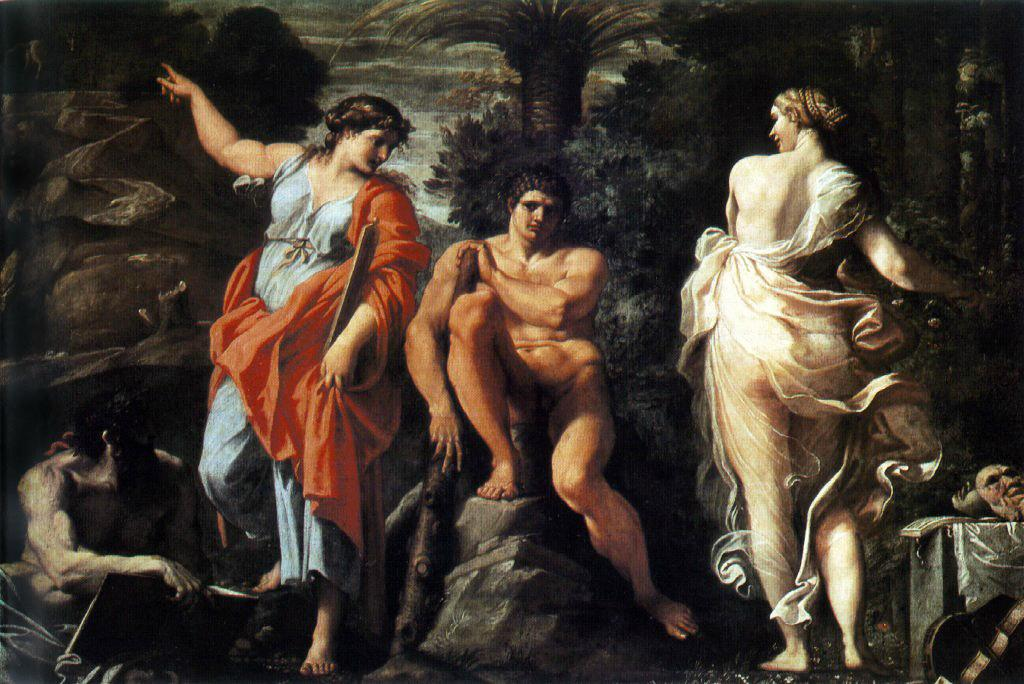
Eracle al bivio, sedotto dal Vizio e dalla Virtù, olio su tela di Annibale Carracci (1597 ca.; Napoli, Galleria Nazionale di Capodimonte)

In seguito alla scelta del Dovere, Eracle cominciò a prodigarsi per il bene altrui, sconfiggendo banditi e ladruncoli che imperversavano nelle pianure. Eracle si vantava di non aver mai cominciato un litigio, ma di aver sempre trattato i suoi aggressori così come essi volevano trattare lui. Un certo Termero usava uccidere i viandanti sfidandoli a battersi con lui a testate; il cranio di Eracle si dimostrò il più solido ed egli spaccò la testa di Termero come se fosse un uovo. Eracle, tuttavia, era cortese per natura, e fu il primo mortale che spontaneamente restituì ai nemici le spoglie dei loro morti perché le seppellissero.
Sul monte Citerone misurò la sua forza sconfiggendo un terribile leone che faceva stragi di pecore. Durante la sua ricerca egli si fermò presso il re Tespio. Simbolo di virilità, Eracle diede esempio di grande prestanza fisica durante questo periodo di ritiro. Il re Tespio aveva cinquanta figlie e, desiderando che avessero un figlio da Eracle, mentre questi era ospite presso il suo palazzo, ne inviò una ogni notte dall'eroe, a cominciare dalla primogenita Procri e facendo credere all'eroe che fosse sempre la stessa. Secondo alcuni una sola, desiderando restare vergine, rifiutò. Eracle si unì alle altre figlie di Tespio: in tutto loro ebbero cinquanta figli, poiché la primogenita partorì due gemelli.
Al ritorno incontrò per strada i messi del re di Orcomeno, Ergino, che si recavano a Tebe per riscuotere il tributo di cento buoi che la città gli doveva. Durante una festa infatti un tebano, tale Periere, uccise il padre del re, Climeno, scatenando così una guerra fra i Mini di Orcomeno e gli abitanti della città di Tebe. Questi ultimi persero e furono dunque costretti a pagare tributo ai vincitori. Gli araldi, mandati in città, trattavano però con brutale superiorità gli sconfitti. Questo accese il furore del giovane Eracle che, di carattere piuttosto impetuoso, li assalì e tagliò loro naso e orecchie. Gli araldi, orribilmente mutilati, tornarono presso il loro re chiedendo vendetta.
Ergino, accesosi d'ira, preparò il proprio esercito e marciò verso Tebe. I Tebani, fra i quali figuravano Anfitrione, Ificle e lo stesso Eracle, non erano però disposti a cedere. Nello scontro che ne seguì l'eroe, dotato di invincibili armi, dono degli dei (frecce da Apollo, una spada da Ermes, uno scudo da Efesto), e soprattutto dalla protezione della dea Atena, dimostrò tutto il proprio coraggio e la propria tenacia, uccidendo con le proprie mani l'invasore Ergino. Tebe riuscì dunque a vincere la guerra ma gravi furono le perdite. Fra i caduti vi era anche Anfitrione, il padre adottivo di Eracle, che si era dimostrato tanto affettuoso nei suoi confronti.
Creonte re di Tebe diede a Eracle come segno di riconoscenza sua figlia Megara in sposa.

### Eracle argonauta
Eracle partecipò alla spedizione degli Argonauti portandosi dietro il giovane e bellissimo scudiero Ila. Durante il viaggio gli Argonauti fecero sosta a Cizico, dove furono ospitati dal sovrano omonimo, che era il giovanissimo figlio di un amico defunto di Eracle. Ripresero quindi la navigazione, ma una tempesta li ricacciò nella terra di Cizico in una notte senza luna. Cizico li scambiò per pirati, gli Argonauti da parte loro non lo riconobbero, e si arrivò a uno scontro armato che vide cadere il re giovinetto e dodici suoi uomini, due dei quali vennero uccisi da Eracle. All'alba gli Argonauti capirono cosa era successo e in preda allo strazio seppellirono le loro vittime in una grande tomba. La nave arrivò quindi in Misia e qui Ila scese a terra in perlustrazione, venendo rapito dalle Naiadi del luogo. Non vedendolo tornare Eracle si mosse alla sua ricerca; i Boreadi, che nutrivano una profonda antipatia per Eracle, convinsero i compagni a ripartire senza di lui. Così Eracle, che non era riuscito a ritrovare il compagno, restò solo e decise di trattenersi per qualche tempo a Cizico, per allevare i figlioletti del re accidentalmente ucciso dagli Argonauti.
Secondo alcuni autori, Eracle s'imbarcò prima di compiere le dodici fatiche per Euristeo, secondo altri dopo una di esse.

### Matrimonio con Megara
Ritornato in Grecia, Eracle visse alcuni anni felici con la moglie Megara, dalla cui unione nacquero ben otto figli. Durante un'assenza dell'eroe, però, Lico decise di prendere in pugno la città di Tebe. Questi uccise il vecchio re Creonte e divenne un sovrano dispotico e arrogante. Lico inoltre, affascinato dall'eccezionale bellezza di Megara, volle stuprarla. Eracle, tornato in tempo per fermare questo oltraggio, aggredì l'usurpatore e lo uccise, dando giusta vendetta al suocero.
Era non intendeva tuttavia concludere le persecuzioni contro il figliastro. In combutta con Lissa, la Rabbia, fece sconvolgere la mente dell'eroe e questi, in preda al furore, uccise di propria mano moglie e figli (o, secondo altre versioni più tarde, solo i propri figli e alcuni del fratello Ificle). Tornato in sé e resosi conto dell'accaduto, l'eroe decise di suicidarsi per porre fine alle proprie sofferenze. Fu Teseo, il giovane ateniese, a farlo desistere dal suo gesto disperato, mentre il re Tespio, che celebrò un minimo rito di purificazione, gli consigliò invece di recarsi a Delfi per chiedere al celebre oracolo un modo per cancellare dal proprio animo tutto quel sangue versato. Questa storia diede spunto per la trama della celebre tragedia Eracle di Euripide.

### Le dodici fatiche presso Euristeo
La risposta dell'oracolo lo costrinse a mettersi al servizio del re di Argo, Micene e Tirinto, Euristeo. Questi gli ordinò di affrontare dodici incredibili fatiche, simbolo della lotta fra l'uomo e la natura nella sua forma più selvaggia e terribile.

#### Il Leone di Nemea

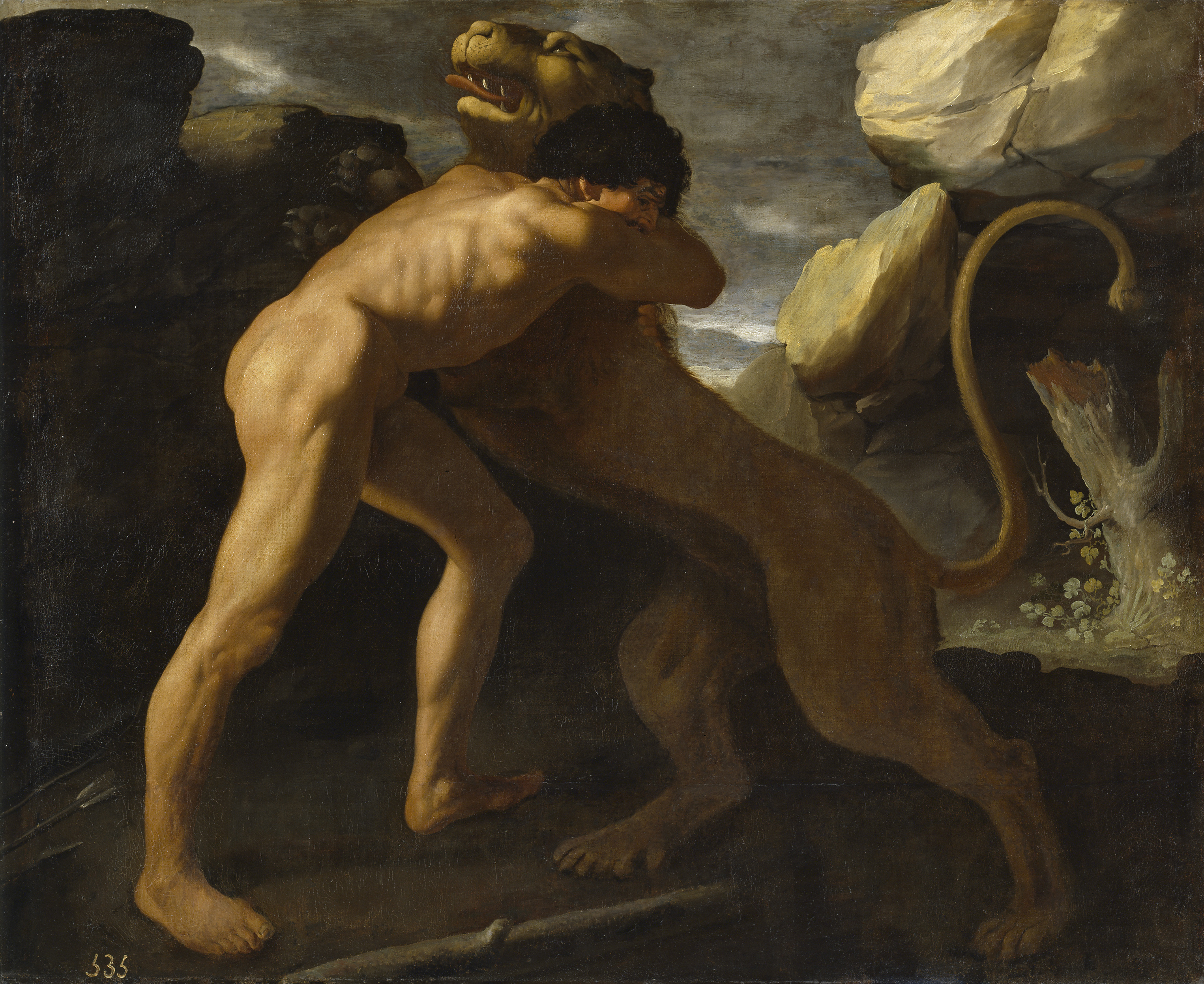
Eracle affronta il leone di Nemea

Eracle giovane con il capo coperto dal leone di Nemea (Museo archeologico nazionale delle Marche)

Prima fatica fu l'uccisione di un terribile leone, figlio di Tifone e di Echidna, che terrorizzava la zona fra Micene e Nemea.
Nella sua ricerca, giunto a Cleone, tra Corinto e Argo, Eracle alloggiò nella casa di un contadino o pastore chiamato Molorco, il cui figlio era stato ucciso dal leone. Molorco già si preparava a offrire un capro a Era come sacrificio propiziatorio, ma Eracle lo trattenne dicendogli di aspettare il suo ritorno, così avrebbero sacrificato il capro a Zeus Salvatore.
Il leone viveva in una grotta nei pressi della zona di Nemea. Non appena Eracle vide comparirsi dinanzi la belva mostruosa tentò di colpirla con il proprio arco ma questi, dotato di una pelle invulnerabile, non venne nemmeno scalfito.
Deciso a non arrendersi, l'eroe sradicò un enorme ulivo usandolo come clava contro l'animalesco avversario. Anche questo tentativo fu però inutile. Le sue stesse braccia sarebbero divenute armi invincibili. L'eroe riuscì infatti a soffocare il terribile mostro utilizzando semplicemente le proprie mani. Il cadavere della belva venne condotto festosamente alla presenza di Euristeo che, stupefatto, decise di affidargli una seconda prova ben più difficile della prima.
Con la pelle invulnerabile del leone Nemea, tagliata con gli stessi artigli della belva (i soli in grado di penetrarla), Eracle si fece un mantello che l'avrebbe dunque protetto dalle armi degli altri uomini.

#### L'Idra di Lerna

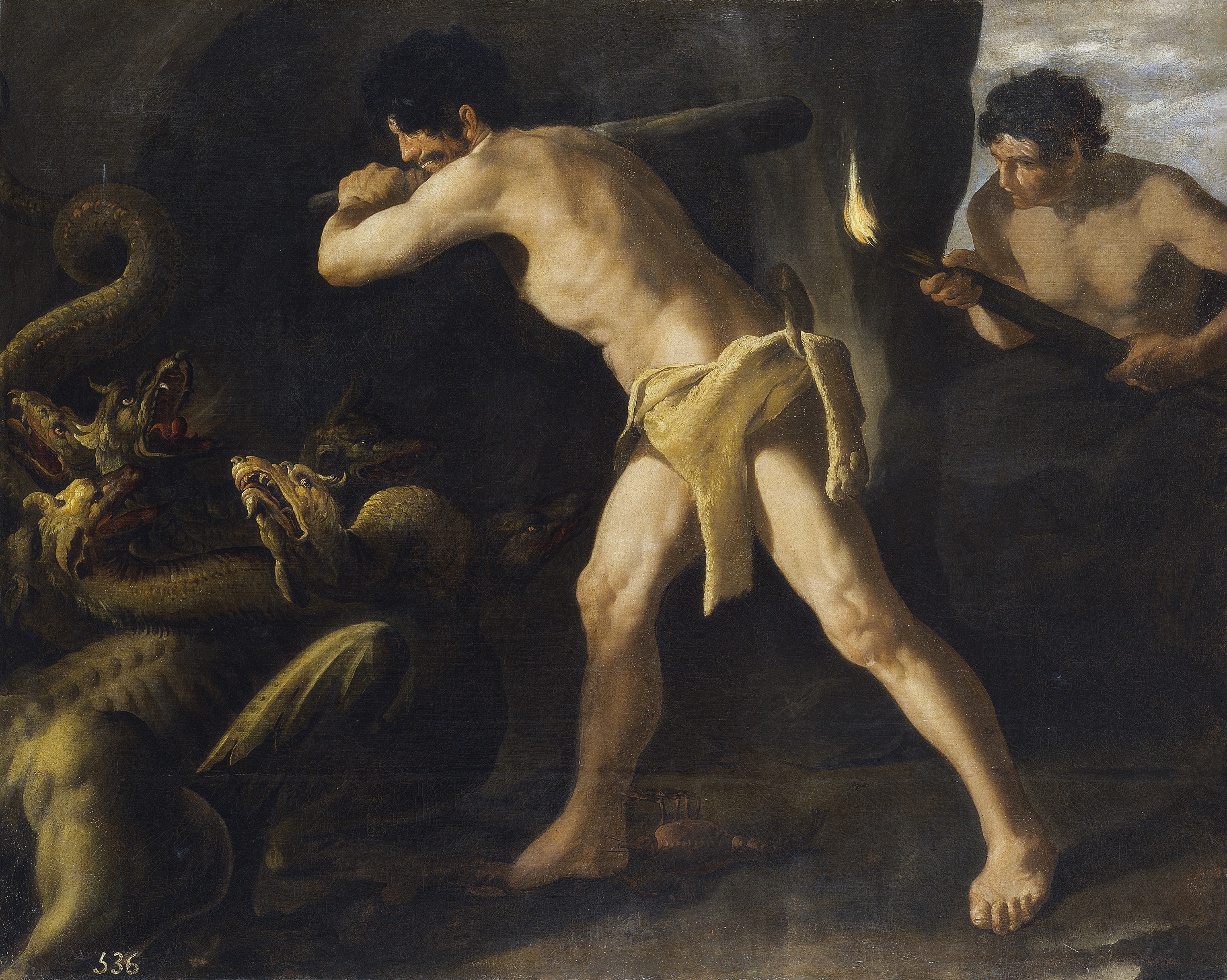
Eracle combatte l'Idra di Lerna

Viveva in una palude a Lerna, in Argolide, un serpente enorme e mostruoso, figlio anche lui, come il Leone di Nemea, di Tifone ed Echidna. Questo mostro era immortale e aveva sette teste, di cui una immortale, mentre le altre rinascevano appena recise. Divorava chiunque capitasse, impestava l'aria e isteriliva le terre con il suo fiato pestilenziale.
Eracle, giunto presso la tana del mostro con il proprio carro, guidato dal nipote Iolao, cominciò a colpire l'entrata della caverna con le proprie frecce, al fine di far uscire dal suo covo la terribile idra. Non appena vide apparirsi dinanzi il mostro, Eracle cominciò a decapitare le sue molteplici teste con la sua spada, ma queste ricrescevano in numero doppio non appena tagliate. L'eroe ebbe però una geniale intuizione e, grazie all'aiuto di Iolao, riuscì a bruciare i tronconi prima che le teste potessero riformarsi, impedendone così la ricrescita. L'ultima testa, immortale, venne schiacciata sotto un gigantesco masso.
Per rendere nulla la vittoria di Eracle, Era mandò contro di lui un granchio gigante, che l'eroe riuscì comunque a sconfiggere schiacciandogli il guscio. La regina degli dei fece in modo che i due mostri sconfitti divenissero costellazioni, quelle che gli antichi denominarono "Idra" e "Cancro".
Vincitore anche in questa seconda fatica, l'eroe intinse le proprie frecce nel sangue dell'idra, rendendo le ferite causate da esse inguaribili. A causa del veleno di queste frecce sarebbero morti in seguito Chirone e Paride, figlio del re di Troia Priamo.

#### La cerva di Cerinea

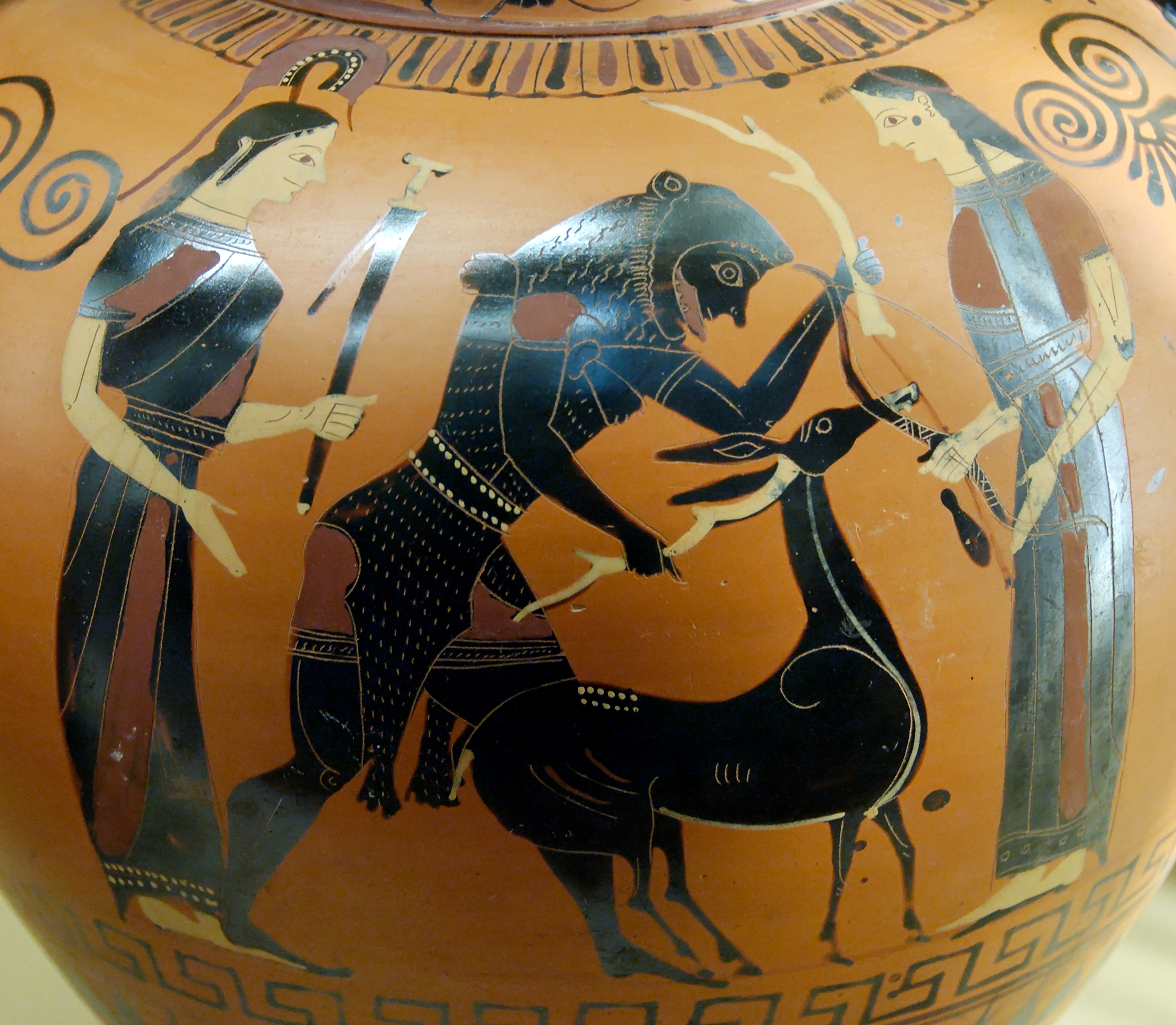
Eracle e la cerva di Cerinea

Euristeo, ancor più stupito per l'eccezionale efficacia di Eracle, decise di affidargli una terza impresa. Nei pressi della regione di Cerinea viveva una splendida cerva, sacra ad Artemide, dalle corna d'oro e dagli zoccoli di bronzo che fuggiva senza mai fermarsi incantando chi la inseguiva, trascinandolo così in un paese dal quale non avrebbe più fatto ritorno.
Eracle non poteva assolutamente ucciderla, poiché essa era una cerva sacra, e quindi l'eroe si limitò a inseguirla. La frenetica corsa durò circa un anno, sconfitto in ogni tentativo di raggiungerla, non gli rimase altra scelta che ferire leggermente l'agile cerva con un dardo, e caricarsela sulle spalle per riportarla in patria.
Lungo la strada del ritorno incappò in Artemide, infuriata con lui per aver ferito una bestia a lei sacra: ma l'eroe riuscì a placare le sue ire, e ottenne da lei il permesso di portare la cerva a Euristeo. Dopodiché al leggiadro animale venne permesso di tornare a correre libero nelle foreste.

#### Il cinghiale d'Erimanto
La quarta fatica fu quella di catturare un feroce cinghiale selvatico che devastava le alture di Erimanto, fra l'Attica e l'Elide. Riuscì a stanarlo fuori dalla foresta fino alla nuda cima del monte, dove lo sfinì con serrati inseguimenti nei profondi cumuli di neve, fino a che fu in grado di legarlo con delle corde robuste e portarlo vivo al suo signore Euristeo che, per la paura, si rinchiuse dentro una botte.

#### Lo scontro con i centauri

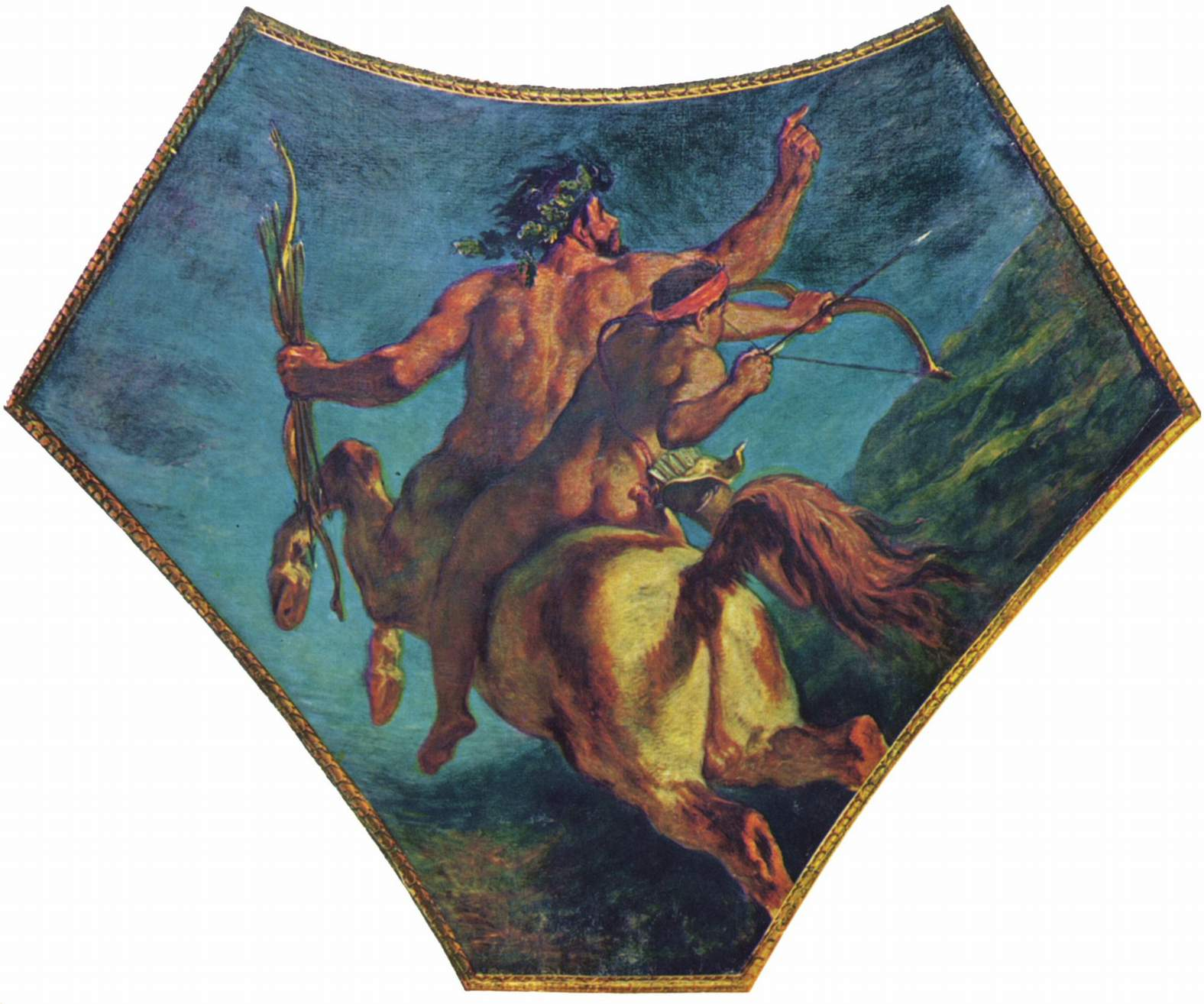
Il centauro Chirone

Lungo la strada che l'avrebbe portato a Erimanto, Eracle incontrò un suo amico centauro, Folo, che decise di imbandire un banchetto in suo onore. Il pasto non poteva però essere coronato con del vino, poiché l'unico disponibile era quello donato dal dio Dioniso alla comunità dei centauri che non poteva essere utilizzato senza il permesso dei compagni di Folo.
Eracle riuscì a convincere il suo ospite a trasgredire il patto: ma non appena il fortissimo aroma del vino raggiunse i boschi vicini, un'orda di centauri, armati con sassi e rami d'abete, saltò fuori da ogni cespuglio. Rabbiosi per la perdita del prezioso liquido, essi assalirono l'eroe, il quale prese a difendersi scagliando contro di loro le sue frecce mortali, costringendoli a rifugiarsi nella grotta di Chirone, suo antico precettore.
Nella mischia che ne seguì il saggio e anziano centauro venne colpito da una freccia vagante: il sangue velenoso dell'Idra nel quale era stata intrisa da Eracle condusse Chirone a una lenta agonia, senza che le sue arti di guaritore potessero arrestare il fatale processo. Anche Folo, l'ospite gentile, messosi al fianco dell'amico, morì nello scontro.

#### Gli uccelli del lago di Stinfalo
Quinta prova per Eracle, fu quella di eliminare i mostruosi uccelli che devastavano la zona adiacente al lago di Stinfalo, in Arcadia. Questi micidiali volatili avevano penne, ali, artigli e becco di bronzo, uccidevano lanciando le loro penne come frecce e si nutrivano di carne umana.
Erano allevati da Ares ed erano così numerosi che quando prendevano il volo oscuravano il cielo. La palude da loro abitata inoltre emanava un odore nauseabondo a causa dei cadaveri di coloro che avevano tentato di eliminare questi feroci avversari.
Atena consegnò a Eracle, prima di cominciare lo scontro, delle nacchere di bronzo, dono di Efesto, che avrebbero spaventato gli uccelli facendoli volare via e rendendoli quindi facilmente raggiungibili dalle frecce dell'eroe. Quest'ultimo fece quanto gli aveva consigliato la dea e, non appena suonò le nacchere, i mostruosi volatili si librarono nell'aria spaventati, diventando così suo facile bersaglio. Alcuni di loro vennero uccisi, altri riuscirono a fuggire nell'isola di Aretias, vicino alla Colchide.

#### Le stalle del re Augia
Le immense stalle del re dell'Elide, Augia, non erano mai state ripulite dal letame ed erano circa trent'anni che vi si accumulavano escrementi. Euristeo ordinò dunque a Eracle di recarsi nell'Elide e ripulire in un solo giorno le stalle del re Augia. L'eroe, recatosi presso il sovrano, ricevette da questi una solenne proposta: se fosse riuscito a compiere una fatica simile avrebbe ricevuto in cambio metà delle sue ricchezze.
Eracle, che di certo era molto furbo oltre che forte, deviò le acque dei fiumi Alfeo e Peneo, riversandole all'interno delle stalle che, in un baleno, furono totalmente ripulite. Fiero della propria impresa l'eroe tornò da Augia che non volle però rispettare i patti accusandolo di aver agito con l'astuzia e non compiendo una fatica vera e propria. A parer di ciò, intentò un processo contro Eracle prendendo come testimoni i principi d'Elide suoi figli. Tutti testimoniarono a favore del padre, solo Fileo, uno di essi, osò difendere l'eroe, causando così l'ira di Augia, che lo cacciò dal suo regno insieme con l'eroe. Quest'ultimo, prima di andarsene, giurò che si sarebbe presto vendicato sul re e sui suoi figli.
Durante il viaggio di ritorno difese la giovane Desamene dalle grinfie di un brutale centauro che venne prontamente sconfitto dall'eroe. Questi tornato da Euristeo ricevette una terribile risposta: dato che avrebbe ricevuto metà delle ricchezze di Augia, se questi avesse rispettato i patti, la fatica non avrebbe avuto più valore.

#### Le cavalle di Diomede

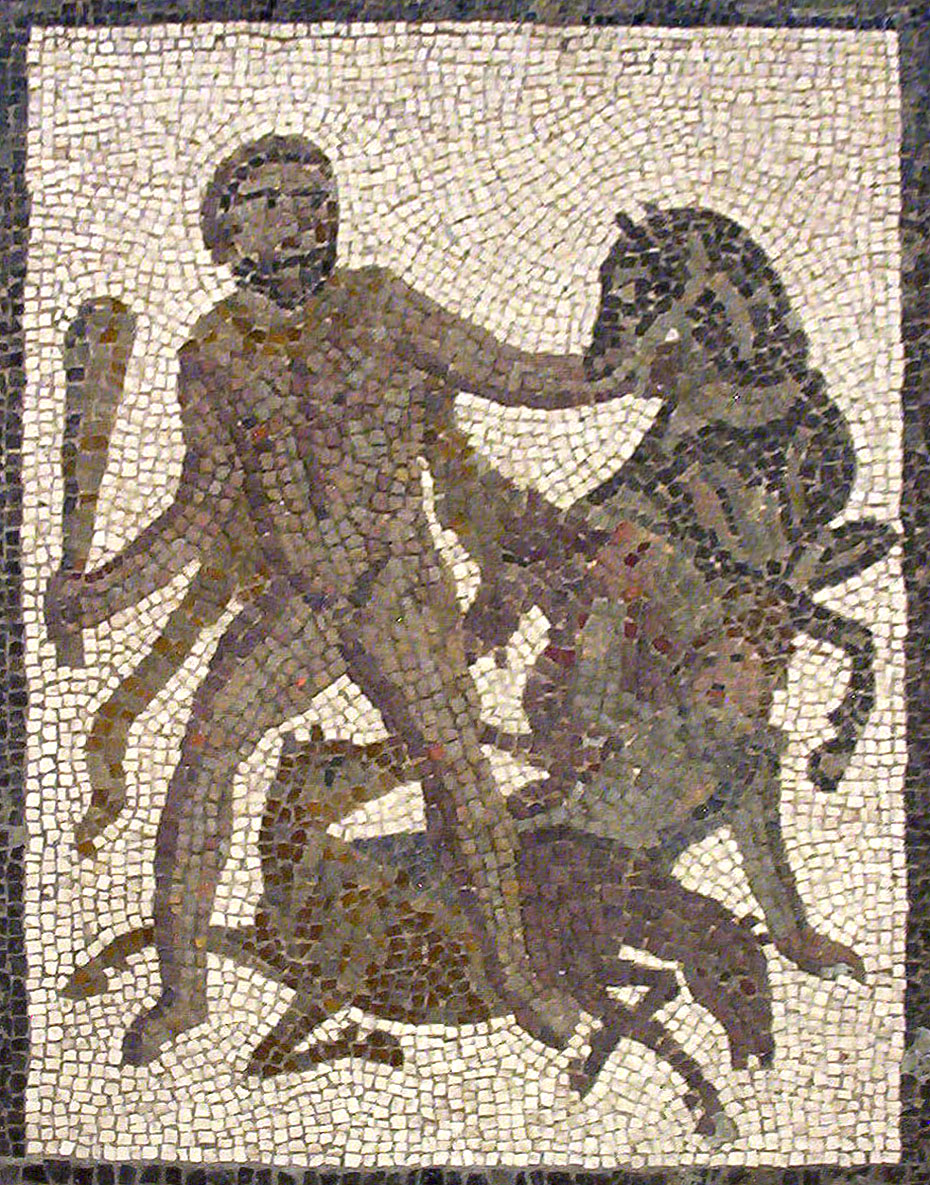
Eracle cattura le cavalle di Diomede

Diomede, figlio di Ares, era re dei Bistoni, popolo di guerrieri, provenienti dalla Tracia. Questo sanguinario sovrano allevava con cura quattro cavalle, che nutrì, dapprima, con la carne di soldati caduti in battaglia, in seguito con la carne degli ospiti che egli invitava periodicamente nel proprio palazzo. Euristeo ordinò a Eracle di portare a Micene queste mitiche giumente, non rivelandogli però le loro terribili abitudini alimentari, sicuro che l'eroe sarebbe caduto nel tranello.
In compagnia di un gruppo di giovani compagni, fra i quali figurava Abdero, Eracle affrontò il terribile Diomede e, mentre teneva occupato quest'ultimo, ordinò ai suoi di catturare le cavalle. Abdero, che tentò per primo di catturarle, venne divorato dalle mostruose giumente. Furente, Eracle sconfisse Diomede e lo costrinse a condividere il destino delle sue vittime: anche lui divenne pasto delle sue belve. In onore del defunto amico Abdero, egli fondò, nel luogo della sua morte una città. Tornato da Euristeo gli presentò le mitiche cavalle e il sovrano, spaventato da tali animali, ordinò che venissero portati via.
Secondo la leggenda, Bucefalo, cavallo di Alessandro Magno, era discendente da tali giumente.

#### La resurrezione di Alcesti
Benché fosse impegnato nelle fatiche impostegli da Euristeo, Eracle non era però deciso a smettere di aiutare il prossimo e a seguire il sentiero del Dovere, così come aveva scelto in gioventù.
Durante un viaggio l'eroe trovò rifugio nel palazzo del re di Fere, Admeto, che lo accolse con tutti gli onori. Questi però nascondeva al nobile ospite un triste segreto: Apollo gli aveva infatti detto che, se qualcuno della sua famiglia si fosse sacrificato per lui, sarebbe scampato alla morte imminente. Tuttavia né il padre né la madre del re, benché anziani, avevano accolto questa richiesta, solo Alcesti, la moglie, era pronta a sacrificarsi pur di rendere felice il marito e, a tale scopo, era scesa agli Inferi poco prima dell'arrivo di Eracle.
L'eroe ignaro dell'accaduto, cominciò a gozzovigliare mentre gli abitanti della casa piangevano nelle proprie stanze. Un servo, furioso per un simile comportamento, rimproverò l'ospite per la propria maleducazione, raccontandogli tutto l'accaduto. Vergognatosi per il proprio atteggiamento, Eracle decise allora di ripagare la gentilezza dell'ospite. Giunse presso la tomba di Alcesti, dove Thanatos aveva già dato inizio al rito funebre. Come Eracle descrisse precedentemente al servo, tese un agguato al dio, lo stritolò con la propria forza finché egli non si arrese, liberando la donna. Dunque, prese Alcesti con sé e la riportò fra i vivi, ma prima di riconsegnarla al marito Admeto, mise alla prova la fedeltà di questi, fingendo che la donna con lui fosse frutto di una vittoria a dei giochi e che necessitasse ospitalità. Admeto superò brillantemente la prova, rifiutandosi anche solo di toccare la donna; sarà Eracle il quale, provata la fedeltà dell'uomo, lo spingerà a prendere per mano Alcesti e, solo in quel momento, lui riconoscerà la moglie.

#### Il Toro di Creta

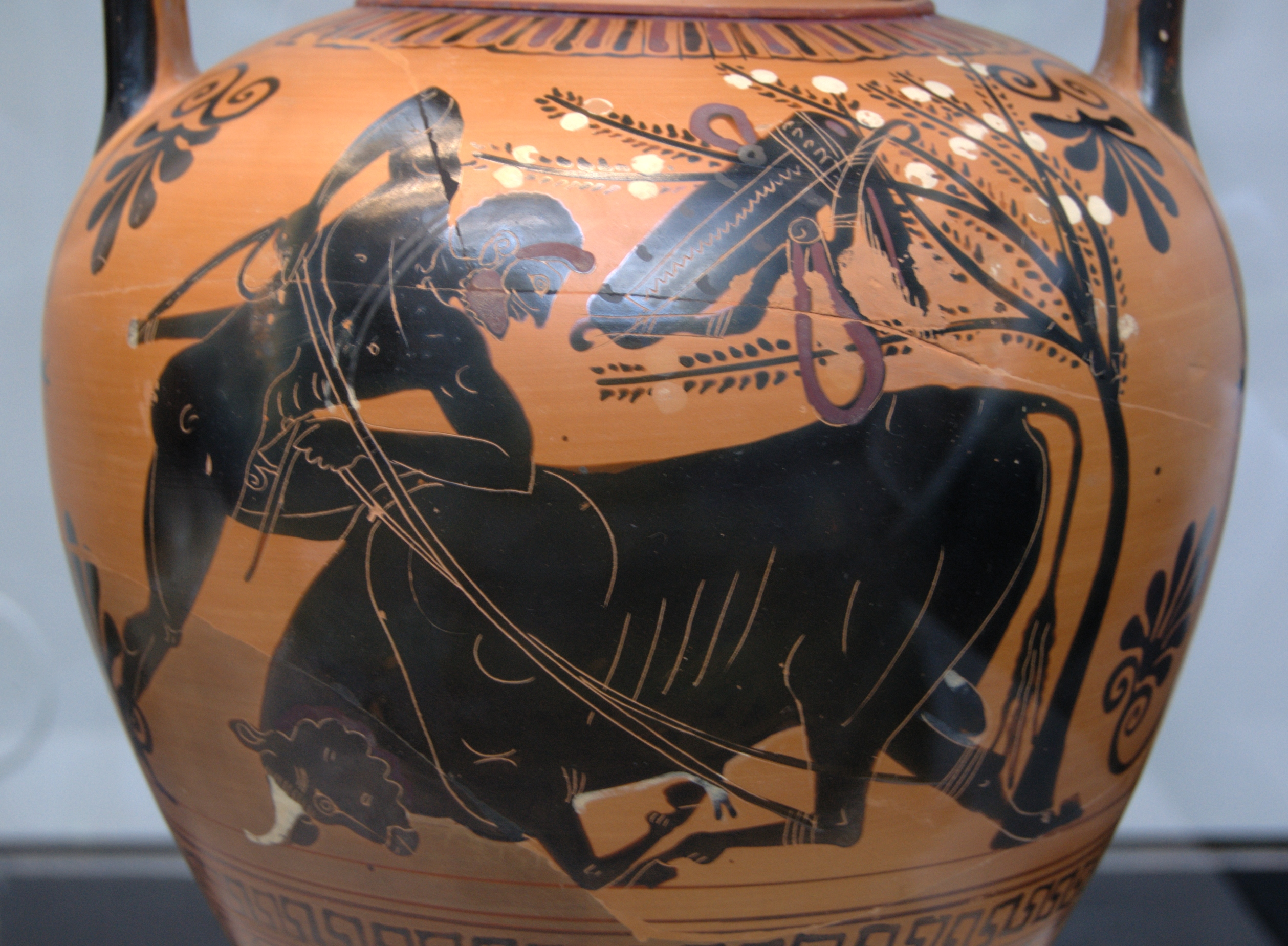
Eracle affronta il toro di Creta

Euristeo ordinò a Eracle di catturare un terribile toro, che in quel tempo devastava i domini di Minosse, sovrano di Creta. Poseidone aveva infatti mandato al re un toro possente perché lo offrisse a lui in sacrificio. Poiché Minosse non lo fece, il dio del mare rese furiosa la bestia che prese così a devastare tutta l'isola di Creta. Secondo alcune interpretazioni fu proprio questo il toro con cui si unì Pasifae, moglie di Minosse, che generò il Minotauro, per una maledizione dello stesso Poseidone.
Eracle catturò la belva, richiudendola in una rete, e la riportò presso Euristeo che ordinò di liberarla. Il toro finì i suoi giorni presso la piana di Maratona, dove verrà ucciso da Teseo.

#### Il cinto di Ippolita
Su richiesta di Admeta, figlia di Euristeo, desiderosa di avere la stupenda cintura di Ippolita, regina delle Amazzoni, dono di suo padre Ares, Eracle dovette recarsi nel regno di queste temibili donne guerriere per compiere così la nona fatica. Insieme a un nutrito gruppo di eroi, fra i quali figurava anche Teseo, Eracle partì verso Temiscira, capitale del regno di Ippolita.
Durante una sosta, presso l'isola di Paro, uno dei guerrieri venne ucciso per ordine di alcuni figli del re Minosse, che dimoravano in quella zona. Eracle, indignato per tale comportamento, si scontrò con questi e, grazie all'aiuto dei suoi compagni, riuscì a eliminare i principi inospitali. Il viaggio però era ancora lungo e pieno di pericoli: ospite presso il re Lico, in Misia, difese questi dall'esercito dei Bembrici, guidato da Migdone, uccidendone il comandante e costringendo i soldati nemici alla fuga.

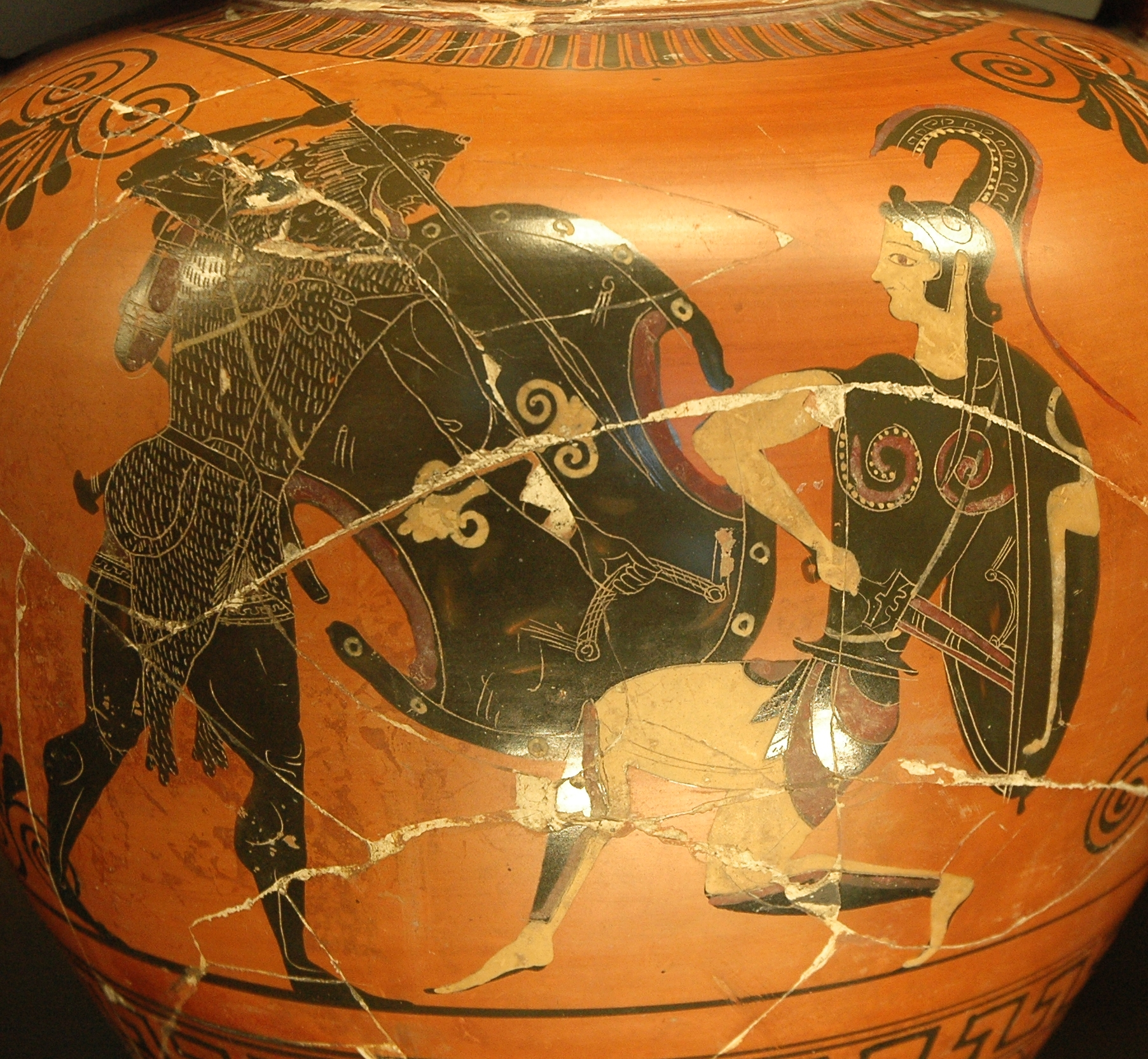
Eracle affronta un'Amazzone

Giunti a Temiscira, gli eroi vennero accolti calorosamente da Ippolita, disposta a cedere pacificamente il proprio cinto ai suoi nobili ospiti. Era però suscitò alcune Amazzoni che, convinte che Eracle volesse rapire la propria regina, si armarono, decise a uccidere lui e i suoi compagni. Nello scontro che ne seguì la stessa regina Ippolita trovò la morte (secondo un'altra versione essa fuggì insieme con Teseo e divenne madre di Ippolito).
Durante il viaggio di ritorno, con il prezioso cinto ben conservato, Eracle e i suoi uomini giunsero presso il lido di Troia, dove un terribile mostro marino, divoratore di uomini, stava per cibarsi della principessa Esione, figlia del re Laomedonte. Eracle, mosso a compassione, affrontò la terribile creatura e la uccise. Laomedonte, che aveva promesso all'eroe una giusta ricompensa, non rispettò i patti, scatenando così l'ira dell'eroe, pronto a ritornare a Troia dopo aver concluso le fatiche.
Nel suo tragitto Eracle incontrò ancora terribili avversari, come per esempio Sarpedonte, figlio di Poseidone, un brigante assetato di sangue. Presso Torone, fu invece ospitato da due figli di Proteo, Poligono e Telegono, abili pugili e atleti che, felici di avere nel proprio regno un simile concorrente, lo sfidarono in alcune gare. Eracle però, che spesso non riusciva a trattenere la propria forza, li uccise inconsapevolmente durante un incontro di lotta.

#### I buoi di Gerione
Decima fatica per Eracle fu quella di catturare i leggendari buoi rossi di Gerione. Quest'ultimo era un mostro che dalla cintura in su aveva tre tronchi, tre teste e tre paia di braccia. Geloso dei suoi splendidi animali, il gigante aveva posto come custodi delle sue mandrie un mostruoso cane, Ortro, figlio di Echidna, e il terribile vaccaro, Eurizione, figlio di Ares.

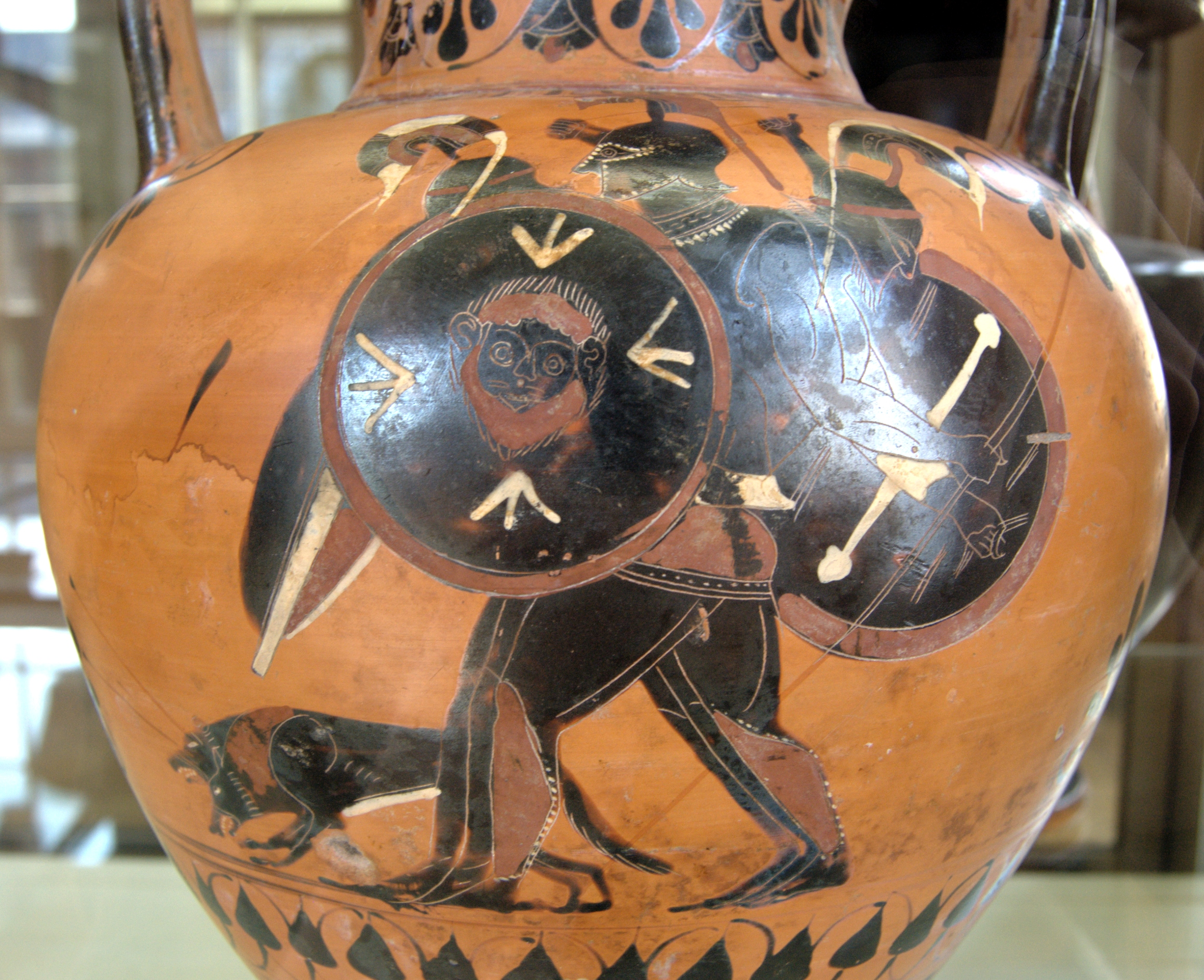
Gerione e il cane Ortro

I possedimenti di Gerione erano posti agli estremi confini della terra allora conosciuta. Eracle separò così i due monti Abila e Calipe, in Europa e in Libia, e vi piantò due colonne, le cosiddette "Colonne d'Ercole" (il moderno stretto di Gibilterra). Mentre le attraversava osò lanciare le sue frecce contro il cocente Elio, il Sole. Il dio, ammirato per il suo coraggio, gli consentì di usare il suo battello d'oro a forma di coppa per raggiungere il nemico.
Nell'isola di Erythia vi fu lo scontro con Gerione, sia lui sia i suoi due fedeli, vennero sconfitti dai terribili colpi di Eracle che non esitò a colpire perfino la dea Era, accorsa in aiuto del mostro contro l'odiato figliastro.
Impossessatosi della mandria, Eracle partì alla volta della Grecia, percorrendo la terra italica, colma di terribili briganti. Nella zona del Lazio viveva il gigante Caco che esalava fumo e fiamme dalle fauci. Questi rubò le bestie migliori della mandria approfittando del suo sonno. Per non lasciare tracce del furto, egli trascinò per la coda gli animali verso la caverna che gli serviva da rifugio. Ingannato dal trucco del gigante, Eracle cercò invano gli animali. Dandoli per dispersi si apprestava a riprendere il viaggio quando sentì le bestie dal fondo di una grotta. Per liberarli Eracle dovette affrontare il gigante, il quale si rese conto troppo tardi di chi aveva osato derubare.
In una sosta in Calabria, fu ospitato dal suo amico Crotone figlio di Eaco. Un ladro del luogo, chiamato Lacinio, rubò i tanto splendidi buoi; subito Eracle, insieme a Crotone, andò a stanarlo nel luogo dove abitava ma nella seguente colluttazione oltre al ladro morì Crotone, ucciso proprio per mano dall'eroe stesso. Eracle pianse la morte del caro amico e, senza indugio, provvide alla costruzione di un reale monumento funebre, supplicando gli Dei di far sì che su quella tomba sorgesse una delle città più fiorenti dell'antica Magna Grecia. Accolte le suppliche, Apollo, per bocca dell'oracolo di Delfi, inviò degli Achei nelle terre italiche che fondarono l'omonima città di Crotone. Secondo la versione di fondazione di Crotone di Ovidio, invece è direttamente Ercole che appare in sogno a Miscello di Ripe, obbligandolo a partire per fondare la città, nonostante che la legge della sua città vieta di partire e per chi vuole cambiare patria vi è la pena di morte.
In Sicilia venne sfidato in una gara di pugilato da Erice, figlio di Afrodite, che rimase ucciso; il suo luogo di sepoltura diede nome all'omonima cittadina. Non contenta, Era mandò contro le mandrie un tafano che causò la loro dispersione. Eracle le seguì freneticamente fino alle distese selvagge della Scizia. Nonostante queste disavventure riuscì comunque a portare le bestie sane e salve in Grecia, dove Euristeo voleva usarle per sacrificio, ma Era non volle per non riconoscere la gloria di Eracle. Così l'eroe tenne per sé i buoi.
L'impresa gerionica, che è codificata come decima fatica dell'eroe, ben si presta, per la struttura narrativa in forma itineraria e diegetica, ad accogliere elaborazioni successive e connessioni secondarie e collaterali, di ambito locale e particolarmente nei miti di fondazione nell'ambito del mondo coloniale della Magna Grecia, ove la figura di Eracle diviene rilevante per la sua connotazione iconografica di creatura al margine fra natura e civiltà: molte delle avventure eraclee in Occidente sono basate sulla contrapposizione fra l'eroe e il mondo degli animali, e sottolineano il suo ruolo di "eroe culturale", cioè di civilizzatore; in altri termini, attuando la liberazione del mondo dalle creature mostruose, Eracle rese possibile agli uomini la colonizzazione. La presenza di Eracle è maggiormente evidente nelle zone poste a confine tra le colonie e le realtà indigene preesistenti, in particolare «nell'area delle colonie achee di Crotone e Sibari, la cui regione a lungo necessitò di ridefinizioni territoriali fra i coloni e gli indigeni dell'entroterra». È, nelle sue funzioni, compagno assiduo e fedele dei coloni greci, ed è indubbiamente sotto le sembianze dell'eroe tradizionale che viene adottato da molte città nel IV secolo e accompagna la penetrazione dell'ellenismo in tutta l'Italia meridionale.

#### I pomi delle Esperidi
A Eracle venne ora ordinato di prendere tre mele d'oro dal giardino delle Esperidi, che era stato donato da Gea, la madre terra, a Zeus ed Era come dono di nozze. Il nome del giardino derivava dalle quattro ninfe, figlie del primo leggendario re della Mauretania, il titano Atlante che lo abitavano, insieme con il dragone Ladone, dalle cento teste, che aveva l'incarico di vigilare sul giardino. Nessuno sapeva però in quale remoto angolo si trovasse il giardino delle Esperidi.

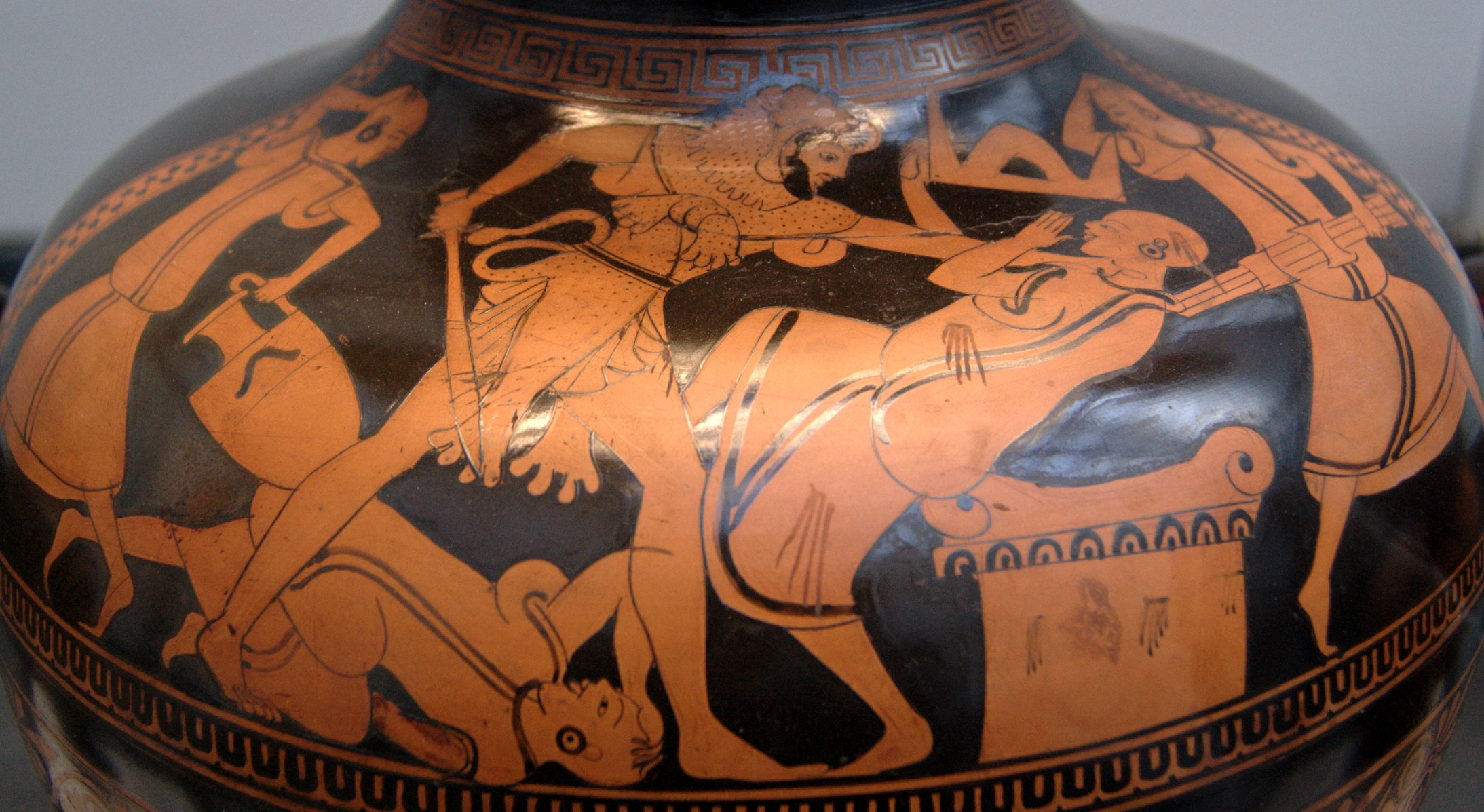
Eracle uccide Busiride

Lo cercò dapprima nelle zone più sperdute della Grecia, dove si scontrò con il terribile Cicno, un brigante sanguinario deciso a edificare un tempio al padre Ares con le ossa degli stranieri che passavano per il suo territorio. Eracle lo uccise, scontrandosi poi anche con Ares che fu costretto a ritirarsi sconfitto.
Presso il fiume Eridano (Po) incontrò le splendide ninfe che lì abitavano e che gli consigliarono di recarsi presso il vegliardo Nereo, divinità marina, che aveva il dono dell'onniscienza. E così fece Eracle, il quale piombò addosso a Nereo mentre questi dormiva e lo tenne saldamente legato, nonostante questi cercasse di sfuggire utilizzando i suoi poteri di metamorfosi, così come gli avevano narrato le ninfe. Nereo infine si arrese e acconsentì a soddisfare le richieste di Eracle, indicandogli la strada per raggiungere il luogo dove si trovava il giardino delle Esperidi, nell'Africa nordoccidentale che oggi corrisponde all'odierno Marocco o in un'isola vicino ad esso.

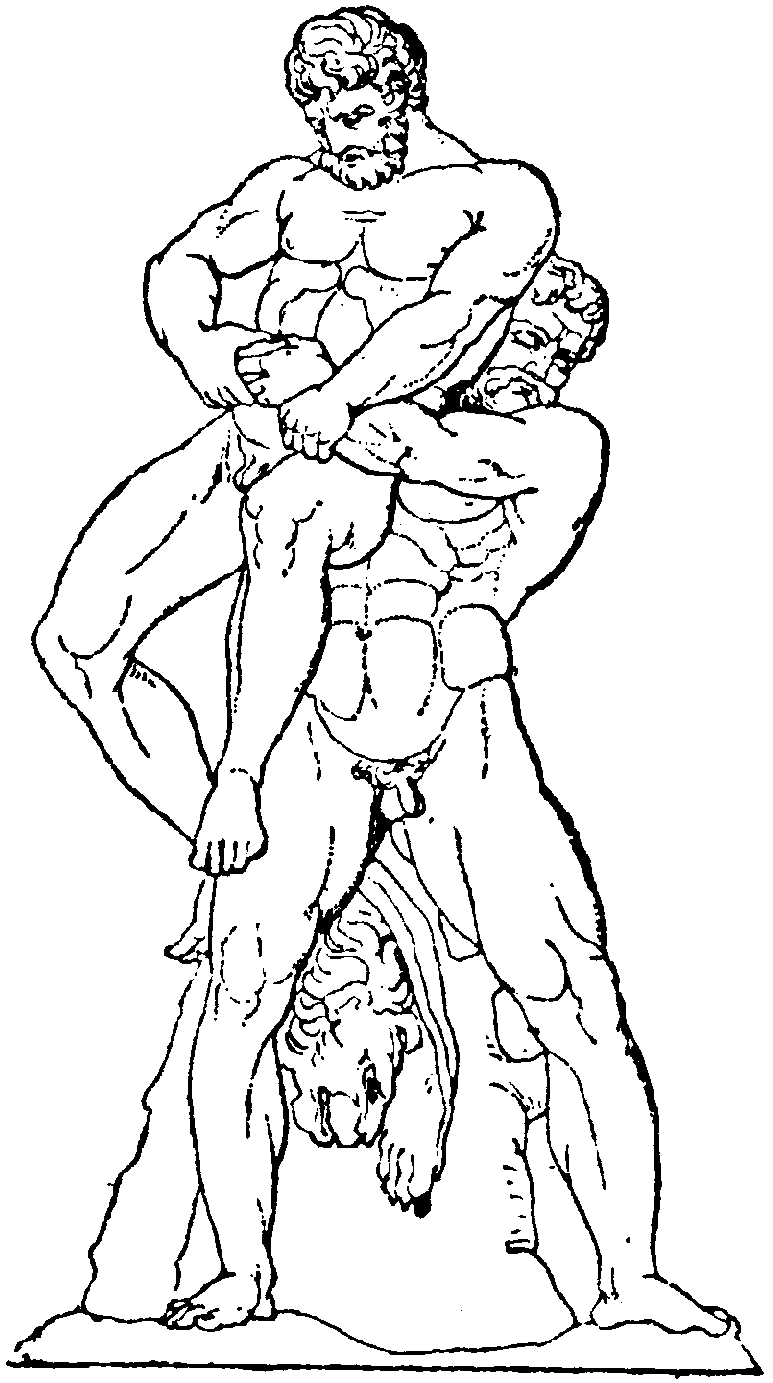
Eracle contro Anteo

Durante il viaggio egli ottenne poi altre informazioni da Prometeo, che da tanti anni si trovava incatenato sulla roccia del Caucaso, esposto alle angherie di un'aquila. Eracle eliminò il rapace con le sue frecce e, raggiunto il luogo dove Prometeo stava incatenato, lo liberò senza difficoltà. Il buon titano, grato per la recuperata libertà, si sdebitò con l'eroe fornendogli preziosi consigli per la sua impresa. Gli disse di cercare suo fratello il re Atlante, il titano padre delle Esperidi, e di far cogliere a lui stesso i preziosi pomi d'oro.
Giunto in Africa, Eracle attraversò dapprima l'Egitto, dove incappò nell'odio del re Busiride per gli stranieri. Anni prima infatti la sua terra era stata devastata da una terribile carestia, e un indovino di Cipro aveva profetizzato che l'ira degli dei poteva essere placata soltanto col sacrificio di uomini nati in altre terre. Busiride aveva compiuto il primo sacrificio utilizzando proprio il malcapitato indovino, e da allora ogni anno uno straniero cadeva vittima di questo crudele rito propiziatorio. Eracle stesso, catturato per tale bisogno, ebbe però gioco facile a spezzare le catene, uccidere il re sul suo stesso altare e allontanarsi sotto gli sguardi terrorizzati della popolazione egiziana. Passò poi in Etiopia, dove uccise il tiranno Emazione, affidando il trono al fratello di costui, il giovanissimo Memnone, che già regnava in Persia. In Libia si scontrò con un avversario più temibile, il gigante Anteo, che aspettava al varco tutti i viaggiatori per sfidarli a una lotta all'ultimo sangue. Anteo, essendo figlio di Gea, aveva la possibilità di riprendere forza ogni volta che veniva a contatto con il terreno. L'eroe greco però, abile quanto forte, trovò il modo di impedire all'avversario di servirsi di questo vantaggio tenendolo a mezz'aria con le poderose braccia e lo strozzò.
Dopo un lungo viaggio, egli trovò finalmente Atlante, il quale reggeva sulle poderose spalle il peso della volta celeste. Eracle si offrì di sostituirlo nel gravoso compito per qualche tempo, se questi avesse acconsentito a raccogliere per lui le mele d'oro del giardino delle Esperidi, e Atlante acconsentì. Ma quando questi fece ritorno con le tre mele rubate, niente affatto voglioso di riprendere l'immane fardello, cercò di lasciarne per sempre la responsabilità a Eracle, e quest'ultimo riuscì a sottrarsi soltanto con la sua astuzia. Fingendosi onorato del delicato incarico egli chiese ad Atlante di riprendere solo per un momento la volta celeste sulle spalle, in modo da consentirgli di intrecciare una stuoia di corde che alleggerisse la pressione sulla sua schiena. Il titano riprese dunque il fardello, ma prima che potesse rendersi conto di essere stato giocato con i suoi stessi mezzi il furbo Eracle era già fuggito lontano, portando con sé il bottino delle mele d'oro.

#### La cattura di Cerbero
Euristeo scelse come ultima prova un'impresa che sembrava impossibile per ogni essere mortale, catturare Cerbero, lo spaventoso cane a tre teste, guardiano delle regioni infernali. Eracle si preparò a questa prova con un pellegrinaggio iniziatico presso Eleusi, dove partecipò ai misteri detti appunto eleusini, mondandosi della colpa dello sterminio dei centauri. Quindi egli raggiunse Tenaro laddove una buia spelonca introduceva a una delle porte dell'Ade. Sotto l'autorevole guida di Ermes egli si addentrò in quel gelido mondo sotterraneo.

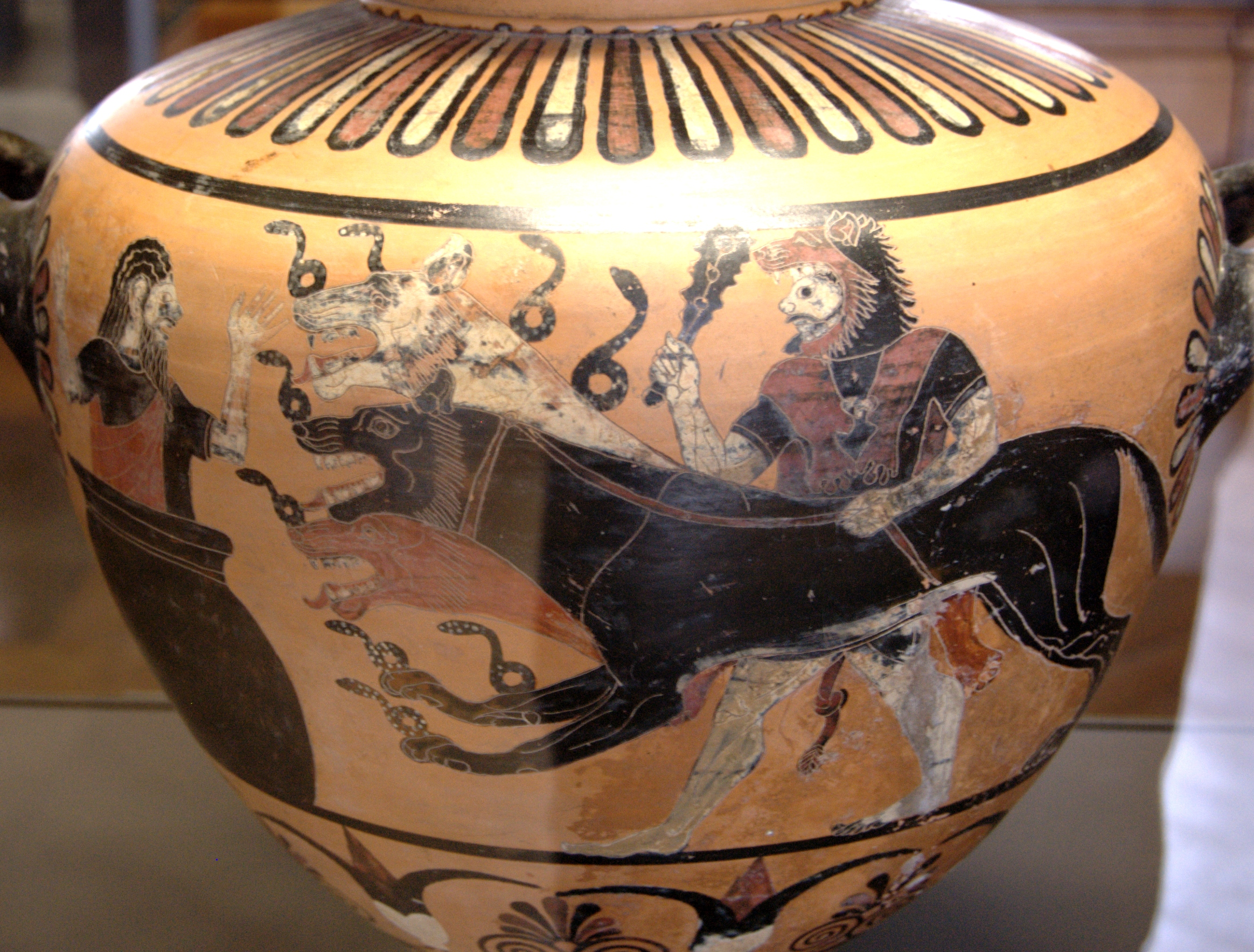
Eracle presenta Cerbero a Euristeo

Solo la terribile Medusa, fra tutti gli spiriti incontrati, osò affrontarlo, ed Eracle stava già per colpirla quando Ermes gli fermò la mano, ricordandogli che le ombre dell'Ade sono solo fantasmi. Anche l'ombra di Meleagro, celebre eroe vincitore del cinghiale calidonio, si apprestò con una pacifica proposta: pregava il nuovo arrivato di proteggere, una volta tornato nel mondo dei vivi, sua sorella Deianira.
Presso le porte dell'Ade Eracle trovò inoltre due uomini legati, che riconobbe molto presto. Erano Teseo, suo compagno in svariate avventure, e Piritoo, il re dei Lapiti. Entrambi erano scesi nel mondo sotterraneo per rapire Persefone, ma erano stati scoperti dal dio Ade e condannati a restare eternamente prigionieri nel mondo dei morti. L'eroe riuscì a salvare l'amico Teseo ma, quando si apprestò a recuperare anche Piritoo, fu costretto ad allontanarsi per colpa di un terremoto.
Ade, conoscendo personalmente l'arditezza dell'eroe, che l'aveva già ferito poco prima e che aveva steso con pochi colpi il suo mandriano, si convinse che valeva la pena di ascoltare le sue ragioni. Acconsentì così a dargli il cane Cerbero, a patto però che Eracle riuscisse a domarlo con le sole mani, senza usare armi. Così, dopo una lotta disperata, il mostruoso guardiano fu costretto ad arrendersi quando l'eroe riuscì a serrargli tra le potenti braccia la base dei tre colli.
Euristeo, vedendo Eracle tornare con il mostro infernale sulle spalle, si sentì morire per la paura e ordinò che Cerbero venisse rimandato presso il proprio padrone. Il re, avendo visto come l'eroico cugino era riuscito a vincere su tutte le prove che gli aveva commissionato, si diede per vinto e lo liberò dalla sua prigionia, ponendo così fine alle sue dodici fatiche.

## Le ultime imprese

### Eurito, la figlia Iole e l'omicidio di Ifito
Eracle decise adesso, essendo passato molto tempo dalla morte di Megara, di trovarsi una nuova compagna. Si invaghì così di Iole, figlia di Eurito, che durante la sua fanciullezza era stato il suo maestro di tiro con l'arco. Il rinomato arciere offriva la figlia in sposa a chi avesse superato in una gara lui e i suoi tre figli. Eracle, partecipando alla contesa, sconfisse il suo antico maestro, ma quando egli pretese Iole in premio, Eurito cercò di impedire il matrimonio fra la sua adorata figlia e un uomo che non aveva esitato a uccidere la propria moglie.
Fra i figli del re solo Ifito prese le parti dell'eroe, da lui grandemente stimato; dal canto suo Eracle, quando si vide negare la sposa regolarmente conquistata, andò su tutte le furie.
Accadde intanto che certi buoi appartenenti a Eurito venissero rubati dal noto ladro Autolico. Il re fece credere a tutti che il furto fosse stato attuato da Eracle per vendetta, ma Ifito non accettò nemmeno adesso l'ipotesi che l'amico potesse aver compiuto un'azione così meschina. Unitosi a Eracle, si mise sulle tracce del vero responsabile dell'azione. Durante il percorso, mentre costruivano una torretta per avvistare il bestiame rubato, Eracle venne però ripreso dalla furia, scagliatagli ancora dalla matrigna Era, e fece pagare al giovane lo sgarbo di Eurito scagliandolo giù dalla torre. Quando ritornò in sé e si accorse di aver ucciso il suo migliore amico, Eracle cadde in una profonda prostrazione.
Eracle aveva commesso uno degli atti più spregevoli: aveva ucciso un ospite nella propria casa. Questa volta, però nessuno volle compiere il rito di purificazione ed Eracle preferì tornare a Delfi per avere la punizione per il suo delitto. La pitonessa, tuttavia, non aveva intenzione di compiere il rito per un essere impuro: di nuovo in preda alla rabbia, Eracle riportò lo scompiglio nel tempio, impadronendosi del tripode sacro e minacciando di compiere il rito da sé. La Pizia, allora, invocò Apollo, che decise di affrontare Eracle. Lo scontro fu tanto cruento, che Zeus fu costretto a intervenire, separando i duellanti e imponendo alla Pizia di dire a Eracle come potesse purificarsi dall'omicidio di Ifito e dalla profanazione dell'oracolo.

### La schiavitù presso Onfale
Sotto la guida di Ermes, Eracle si imbarcò verso l'Asia, dove quasi nessuno lo conosceva, e si fece vendere per tre talenti a Onfale, regina della Lidia. Ella capì ben presto che razza di schiavo eccezionale avesse acquistato. Ma quando seppe che quello schiavo portentoso altri non era che il famoso Eracle, pensò di utilizzarlo come compagno di vita invece che come servitore.
Sotto il suo comando, egli riuscì a liberare Efesto dai Cercopi, dei mostruosi uomini scimmia che importunavano i viandanti, talmente bizzarri e simpatici che l'eroe alla fine li liberò sorridendo. Stessa sorte non toccò a Sileo, re dell'Aulide, che catturava i viaggiatori e li uccideva dopo averli obbligati a lavorare nella sua vigna.
Ma il lusso e le mollezze della vita orientale riuscirono a sopraffare l'eroe, che dovette comunque passare la maggior parte del tempo come passatempo preferito della regina, che giocava con la sua clava e la sua pelle di leone e si divertiva a vestirlo con abiti femminili e a impiegarlo nella filatura della lana.
Dopo tre anni trascorsi in questo modo, Eracle decise di dire addio a questa vita così poco adatta a un eroe che aveva scelto il Dovere come propria ragione di vita, e lasciò per sempre Onfale, con la quale nel frattempo aveva generato un figlio, Ati.

### La vendetta contro i trasgressori
Eracle si propose di punire tutti coloro che in qualche modo si erano comportati scorrettamente con lui. Le sue prime vittime furono i due Boreadi, che egli sorprese mentre facevano ritorno alla loro terra dopo aver vinto due gare sportive. Eracle li stese morti a colpi di clava, ma subito dopo si pentì di ciò che aveva fatto e seppellì personalmente i corpi dei due giovani.
A Tirinto Eracle radunò un gruppo di compagni armati, fra i quali figuravano Iolao, Oicle re di Argo, Peleo e Telamone per muovere guerra, con solo sei navi, contro Laomedonte, il primo trasgressore, colui che, benché Eracle avesse salvato sua figlia, non aveva voluto dare il compenso promesso, e anzi aveva scacciato l'eroe in malo modo dal proprio regno, sotto insulti e imprecazioni.
L'esercito di Eracle sconfisse Laomedonte uccidendo lui e i suoi figli maschi, risparmiando Podarce, che aveva denunciato l'imbroglio del padre: secondo una variante Podarce era stato fatto prigioniero dall'eroe e riscattato dalla sorella Esione. Oltre a lui, vennero risparmiate anche le figlie del re, Esione, Etilla, Cilla, Astioche, Procleia e Clitodora. In realtà alla morte scamparono anche altri due maschi: Titone, che da tempo era stato rapito da Eos, e Bucolione, ceduto in fasce da Laomedonte a una coppia di pastori. Vennero uccisi invece Lampo, Clitio, Icetaone e Timete. Tuttavia Omero afferma che l'eroe uccise solo il vecchio re.
Esione sposò poi Telamone e dall'unione con lui nacque Teucro, valoroso guerriero durante l'assedio di Troia.
Podarce divenne re di Troia e, in ricordo del riscatto pagato dalla sorella per liberarlo, decise di cambiare il suo nome in Priamo (che significa "il riscattato").
Ma la vendetta personale dell'eroe non era ancora conclusa, vi era infatti un altro impostore da punire: Augia. Questi venne ucciso insieme con tutto il suo esercito, i suoi domini ceduti al figlio, Fileo, l'unico che aveva professato il vero e difeso Eracle in presenza del padre. La morte di Augia e dei suoi uomini scatenò le ire dei suoi alleati, che mossero così contro l'eroe.
Eracle invase i loro territori e li sterminò, uno per uno, a partire da Neleo, re di Pilo, che non aveva voluto purificarlo dopo l'uccisione di Ifito. Questo sovrano venne ucciso insieme con i suoi figli, unico sopravvissuto fu Nestore, che in quel tempo era lontano dalla propria patria.
Stessa sorte toccò ad Attore, uno degli Argonauti, a Ippocoonte e ai suoi figli, che avevano cacciato dal regno ingiustamente i fratelli Icario e Tindaro (quest'ultimo prenderà in seguito il posto di Ippocoonte, divenendo re di Sparta e futuro padre adottivo di Elena, la donna che fu causa della famosa guerra di Troia), e a molti altri usurpatori e trasgressori dei patti, alleati di Augia: tutti caddero sotto l'avanzata di Eracle, pagando con la vita le loro nefandezze.
Durante questa serie di massacri, Eracle si invaghì della figlia di Cefeo, uno dei suoi alleati, la sacerdotessa Auge, dalla quale ebbe Telefo, futuro re di Misia e marito della principessa troiana Astioche, che l'avrebbe reso padre di Euripilo, valoroso condottiero nella guerra di Troia (come alleato di Priamo).

## La fine terrena di Eracle

### Deianira e il centauro Nesso

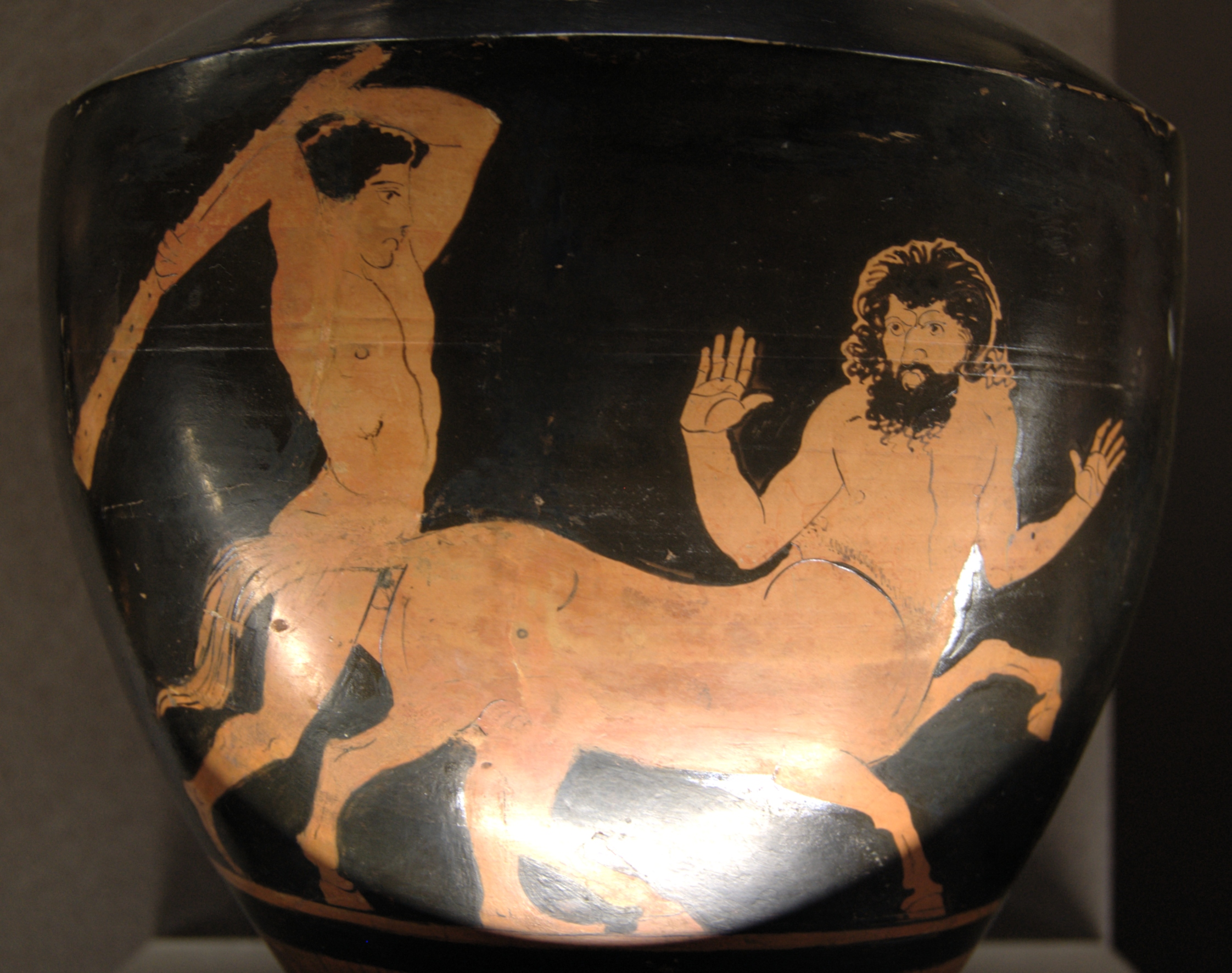
Eracle uccide il centauro Nesso

Eracle capitò a Calidone per vedere Deianira, figlia di Eneo, alla quale doveva riferire un messaggio che il fratello Meleagro le inviava dal regno dei morti. Eracle, che già sapeva della bellezza della fanciulla, si innamorò di lei e la portò con sé come sposa, dopo un'ardua contesa con un rivale, il dio fluviale Acheloo.
Quest'ultimo era capace di assumere le forme più disparate, mutandosi in serpente e poi in toro durante lo scontro con l'eroe. Vinto da questi però fu costretto a fuggire con un corno spezzato, gettandosi poi nel fiume Toante. Dalle gocce di sangue del corno reciso nacquero le sirene.
I due decisero di trasferirsi a Trachis, in Tessaglia, per vivere lì insieme. Arrivati però a un corso d'acqua in piena, Eracle e la nuova moglie incontrarono il centauro Nesso, che si offrì di traghettarli sulla riva opposta portandoli sulla schiena. Dal canto suo Eracle non aveva bisogno di un tale aiuto, e dopo aver gettato sull'altra riva la clava e la pelle di leone, si gettò a nuotare agilmente nel fiume in piena; affidò, però, la moglie a Nesso.
Subito quel rude centauro, infiammato dalla bellezza della donna, avrebbe voluto stuprarla, ma Eracle sentì le grida della moglie e con una delle sue frecce avvelenate abbatté il centauro. Negli spasimi dell'agonia, il vendicativo essere sussurrò a Deianira di inzuppare un vestito nel suo sangue, e che quell'abito magico avrebbe rinverdito alla bisogna l'amore di Eracle per lei.

### La tunica fatale

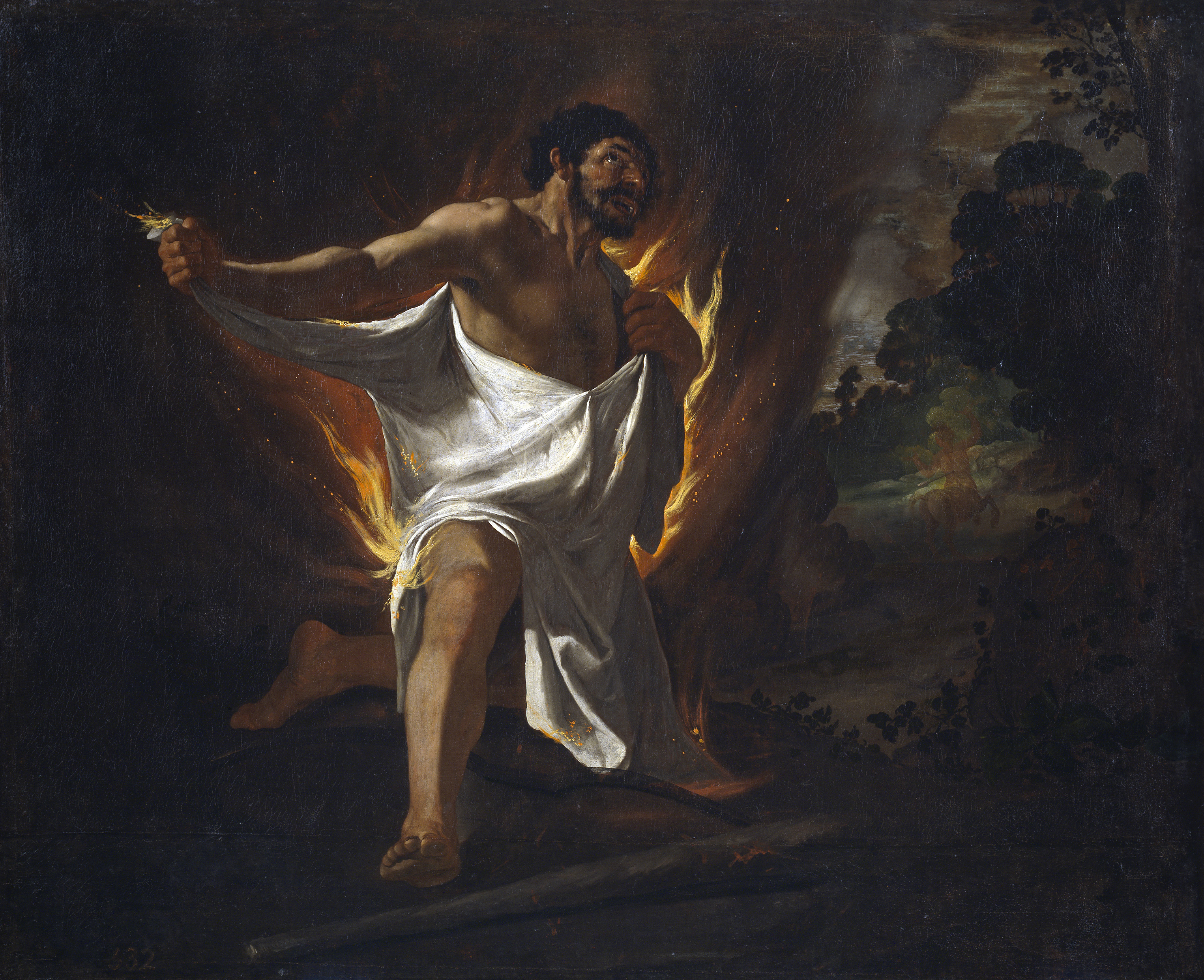
La morte di Eracle, Francisco de Zurbarán, 1634

Come trasgressore dei patti anche Eurito, re d'Ecalia e maestro d'arco, che in precedenza non aveva voluto cedere in sposa Iole a Eracle, venne sconfitto dall'eroe e ucciso insieme con i suoi familiari. Questa la sua ultima impresa, secondo un decreto dell'Oracolo di Dodona.
Deianira, vedendo tornare lo sposo vincitore, notò che, fra gli ostaggi catturati, vi era anche Iole, antica fiamma di Eracle, e venne così presa dalla gelosia. Decisa di mettere in pratica l'incantesimo che le aveva rivelato il centauro Nesso, senza sospettare che in realtà il sangue del centauro era avvelenato dalla freccia che Eracle stesso aveva scagliato, Deianira gli inviò un vestito che era stato immerso in quel veleno e l'eroe l'indossò per celebrare i riti di ringraziamento per la vittoria. Non appena il fuoco acceso sull'altare ebbe riscaldato il veleno con cui era intriso, un dolore bruciante gli entrò fin nelle vene, ed egli, impotente per la prima volta nella sua vita, non poté far altro che subire l'agonia, uccidendo nella disperazione il servo Lica che, ignaro, gli aveva portato la veste fatale.
Con le sue ultime forze, Eracle sradicò alcuni alberi e costruì una pira nella quale poter bruciare, ma una volta preparato il rogo suo figlio Illo e Iolao non ebbero il coraggio di accenderlo, così Eracle fu costretto a chiedere a un pastore di nome Filottete di farlo. Questi ubbidì ed Eracle gli donò le sue armi, che si renderanno molto utili durante la guerra di Troia. Indossata la pelle di leone che non lo aveva mai abbandonato dall'età di diciotto anni salì sul rogo, mentre Iolao, Illo e Filottete intonavano i lamenti funebri.
Mentre Eracle cominciava a bruciare, con un rombo Zeus prelevò il corpo del figlio prima che morisse, e lo portò con sé nell'Olimpo, dove l'eroe si riconciliò con Era e sposò Ebe, la coppiera divina.
Si era avverata la profezia dell'oracolo, che prevedeva la fine terrena di Eracle per opera di un morto.
Iolao, dopo aver osservato tale prodigio, costruì un tempio in onore dello zio e Illo, su ordine dello stesso Eracle, sposò Iole. Deianira, quando seppe ciò che era successo, in preda ai sensi di colpa si uccise.

## Eracle nella tradizione letteraria

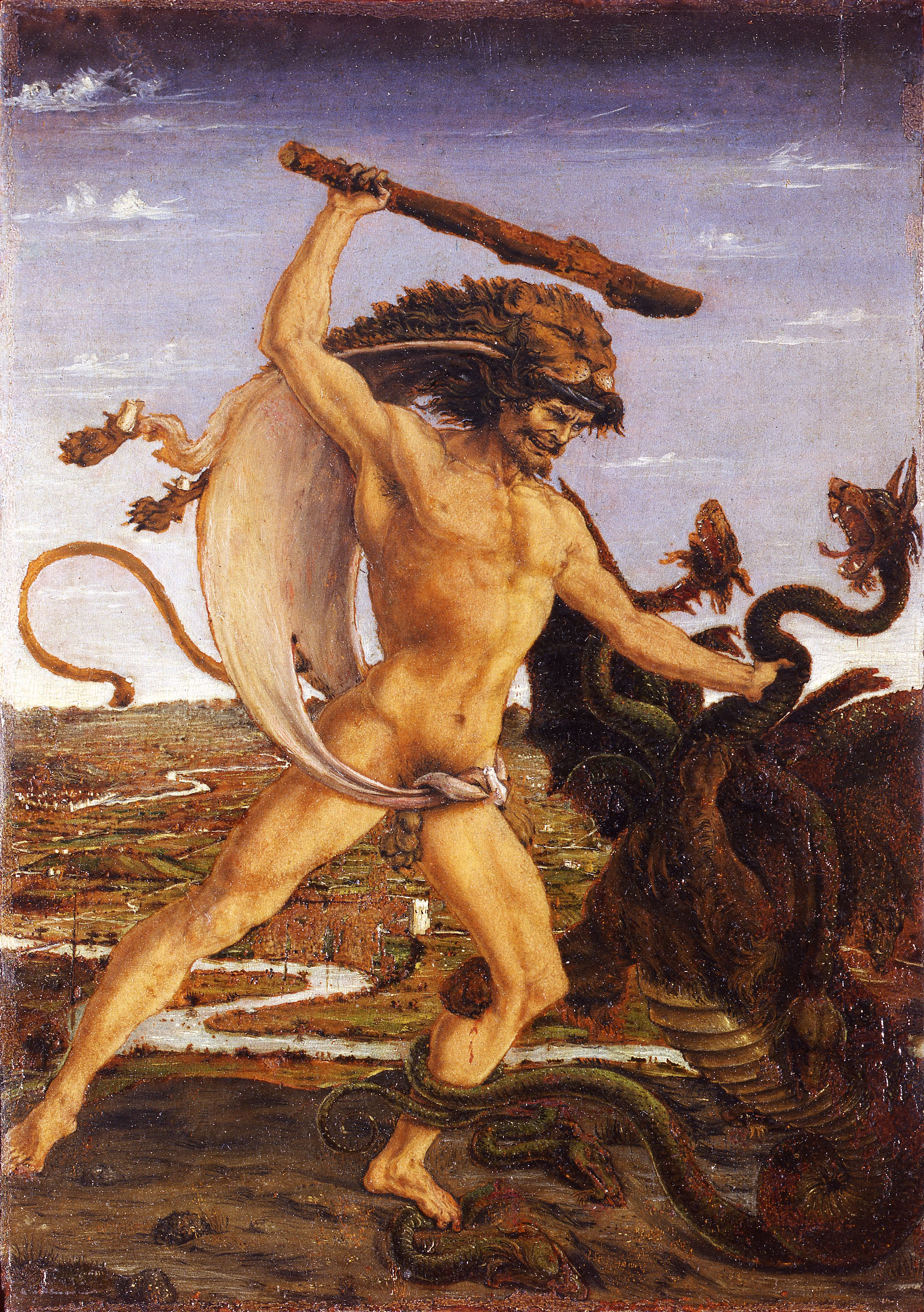
Ercole e l'idra (dipinto di Antonio del Pollaiolo)

### I poemi omerici
Le prime attestazioni letterarie su Eracle sono contenute nei poemi omerici. Omero, citando di passaggio alcuni episodi delle sue imprese, sembra conoscere puntualmente le vicende narrate da testi letterari che oggi non ci sono pervenuti.
L'aspetto caratteristico che traspare subito dall'immagine omerica di Eracle è la sua straordinaria forza fisica, l'eroe è infatti rappresentato nell'atto di distruggere Pilo o di ferire gli dei in battaglia. In Omero Eracle non indossa ancora il suo abbigliamento tradizionale, la pelle di leone, e non è armato di clava, ma veste schinieri, corazza, elmo, scudo e adopera tutte le armi tipiche di un guerriero miceneo.
Nel testo dell'Iliade di lui parla Nestore a Patroclo, raccontando delle guerre della sua gioventù, Eracle era stato anche per Pilo dove uccise i migliori guerrieri della sua generazione.
negli anni passati, ed erano stati uccisi i migliori.

Dodici figli eravamo di Neleo senza macchia,

e d'essi io solo rimasi; tutti gli altri perirono.»
Tlepolemo, re di Rodi, è un figlio di Eracle, ricordato con questo patronimico già nel libro II meglio conosciuto come "Catalogo delle navi". Nel libro V, il guerriero rodio ingaggia un duello con Sarpedonte di Lidia, figlio di Zeus. Durante il combattimento disprezza l'avversario ritenendolo poco potente rispetto al padre, anch'egli prole di Zeus, ma a suo dire di tutt'altra forza.
il padre mio, audace consiglio, cuor di leone!»
Nel XV libro il poeta invece, raccontando le gesta degli eroi principali, sofferma il suo sguardo su Ettore, che uccide Perifete, nunzio di Euristeo presso Eracle, citato anche in questo caso per la sua possanza fisica, che, è evidente, in questo contesto non appare aver un ruolo significativo.
di Copreo caro figlio, che del sire Euristeo,

usava andar nunzio alla potenza di Eracle.»
Sempre nell'Iliade vi è inoltre il racconto dell'inganno che Era tesse alle spalle di Zeus a proposito della nascita di Eracle ed Euristeo.
il giorno in cui Alcmena stava per partorire

in Tebe, la ben coronata di mura, la forza di Eracle.»
Nell'Odissea invece minori sono i riferimenti a Eracle ma il connotato principale dell'eroe rimane comunque la forza fisica.
Nel libro VII è presente un ennesimo, analogo riferimento alla potenza guerresca di Eracle come esempio della potenza delle generazioni del passato rispetto a quelle del presente:
non certo con Eracle, Eurito Ecalieo…»
Eracle è spesso presentato come figura brutale e dedita alla violenza, in particolar modo nel XXI libro, dove si trova un passo relativo alla morte di Eurito:
Eracle eroe, maestro d'imprese grandissime;

il quale l'uccise pur essendo suo ospite, nel suo palazzo…»

### I testi di Esiodo

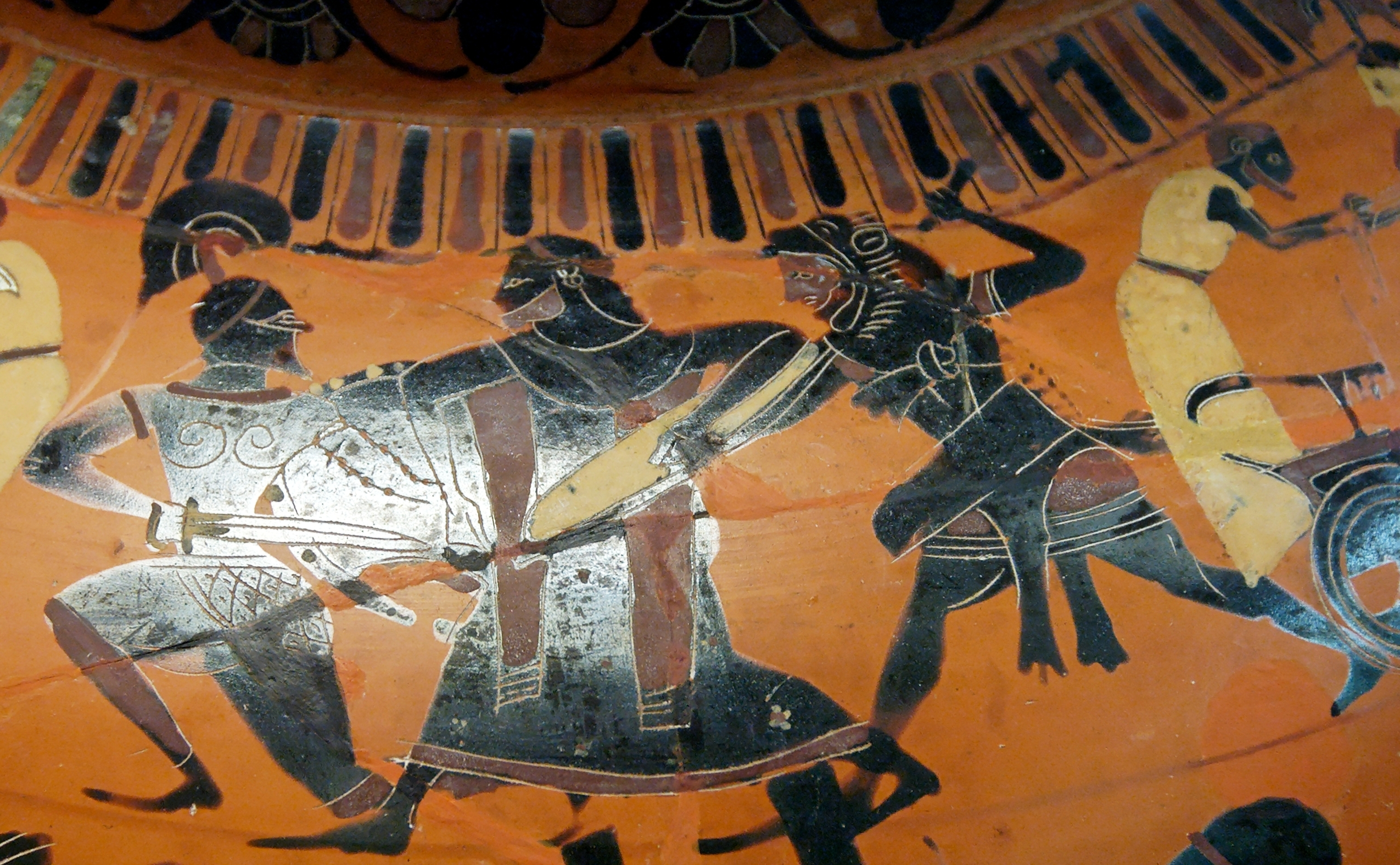
Eracle contro Cicno

Nella Teogonia di Esiodo abbondano i riferimenti alle vicende di Eracle, ma non troviamo nel poema una trattazione continua delle sue imprese. Galinsky osserva come egli ne celebri le imprese, le fatiche, la vita di sofferenze che gli guadagnarono l'accesso all'Olimpo (Theog. 954-5). Questa immagine di Eracle è solitamente considerata come paradigma dell'eroe 'culturale', portatore cioè della civiltà contro la barbarie.
Tale immagine positiva e 'morale' di Eracle si afferma anche in uno dei poemi pseudoesiodei, Lo scudo di Eracle, poemetto di 480 esametri che narra la storia dello scontro tra Eracle e Cicno figlio di Ares. In questo caso Eracle si fa portavoce non solo di un valore culturale di fronte alla barbarie, ma addirittura gioca un ruolo etico nella difesa della pietas religiosa verso il dio Apollo, i cui fedeli venivano uccisi dal mostruoso brigante.
Anche in questo poemetto l'eroe veste ancora l'armatura del guerriero omerico: indizi cronologici interni ed esterni al testo suggeriscono che l'opera appartiene a una epoca anteriore alla rivoluzione iconografica dovuta a Stesicoro, il quale lo descrisse con la celebre pelle del leone nemeo sulle spalle e la clava.

### Le tragedie
Il quinto secolo è la grande stagione della tragedia attica: tra le opere sopravvissute fino ai nostri giorni Eracle è protagonista di quattro di esse: Le Trachinie e il Filottete di Sofocle; l'Alcesti e l'Eracle di Euripide.

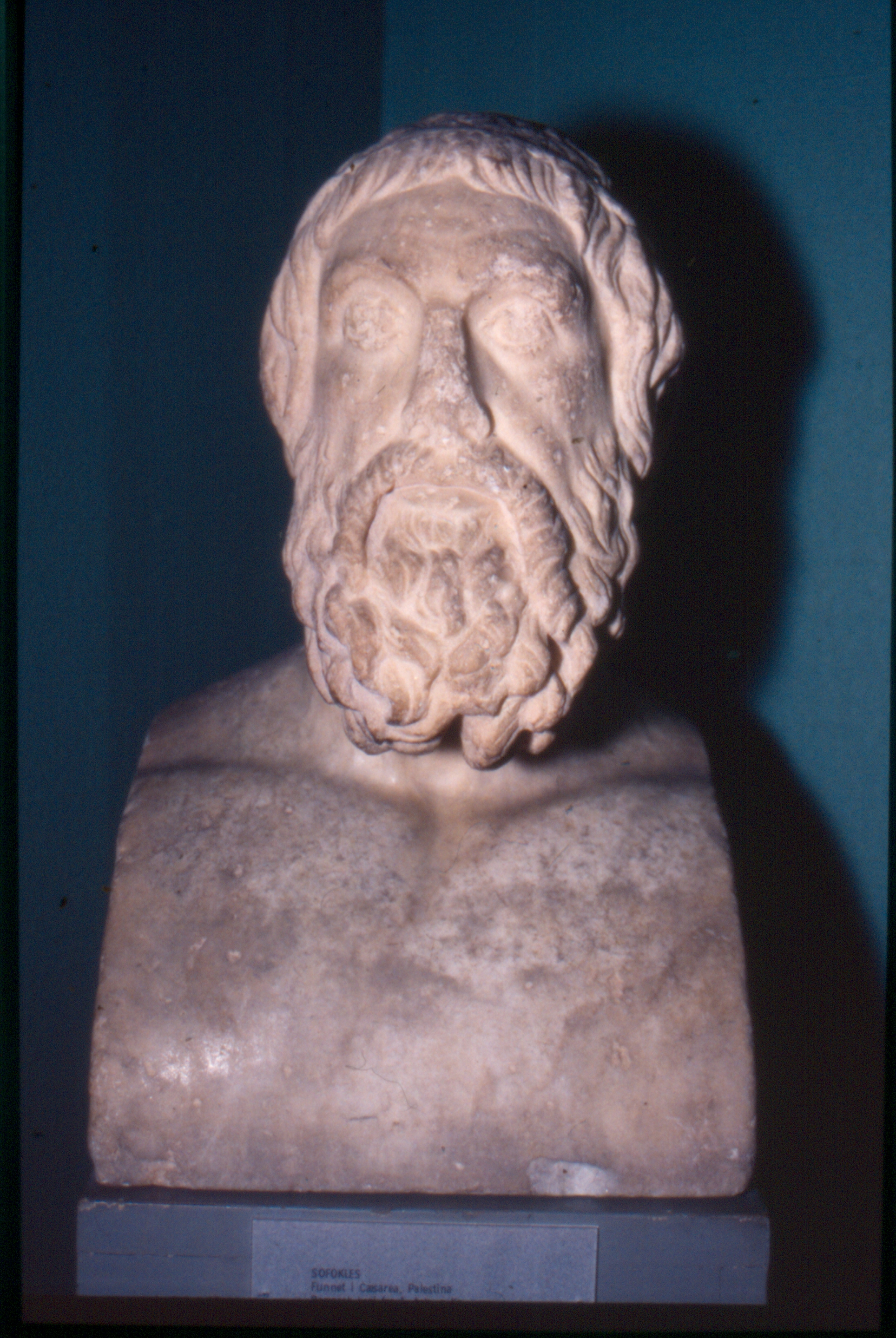
Busto di Sofocle

Dalle testimonianze antiche sappiamo, però, che l'eroe aveva una parte ampia anche nella produzione di Eschilo. Holt dedica molto spazio all'analisi dei presunti frammenti degli Eraclidi di Eschilo e suppone che ci fossero riferimenti alla morte dell'eroe e alla sua apoteosi.
L'eroe aveva certamente spazio nella terza tragedia della trilogia prometeica, il Prometeo Liberato. Egli è rappresentato nell'atto di liberare il titano che, in segno di riconoscenza gli dona una profezia sui suoi futuri vagabondaggi in Occidente e le sue fatiche successive. L'eroe assume l'immagine tradizionale di benefattore dell'umanità (come già in Esiodo e Pindaro), caricandosi di un significato altamente religioso. Eracle ha la funzione di esempio morale, in quanto rappresenta il rovescio della figura tracotante di Prometeo: come il titano si era mostrato ribelle alla volontà divina e motivo di ira per il padre degli dei, così l'eroe figlio di Alcmena è l'immagine dell'obbedienza alla divinità e strumento di riconciliazione tra il dio e l'umanità.
Sofocle si è spesso ispirato nella sua produzione a episodi della vita di Eracle. Nelle due tragedie superstiti, il Filottete e le Trachinie, abbiamo due immagini differenti dell'eroe: nella prima assume il ruolo del deus ex machina, che dopo la morte viene a dirimere la contesa che oppone lo sfortunato eroe abbandonato a Lemno e i capi greci; nella seconda offre al pubblico un'immagine decisamente più umana, di eroe al termine della vita di fronte all'inevitabilità della morte. Nel dramma di Filottete Eracle è, dunque, assunto nel ruolo di strumento della volontà divina, simile a quello giocato nel Prometeo liberato di Eschilo, ed è posto sullo stesso piano di qualsiasi altra divinità olimpica che ex machina soprattutto nei drammi euripidei viene a risolvere le vicende. Egli ha conquistato tale ruolo divino attraverso le sofferenze e le fatiche compiute durante la vita terrena al servizio di Zeus e a favore dell'umanità.
Più problematico è, invece, l'Eracle delle Trachinie, che sembra segnare un passo indietro rispetto all'evoluzione che la sua figura aveva assunto nel corso del VI e del V secolo a.C. Egli è raffigurato, infatti, come un eroe violento e brutale, schiavo di passione e ira, indotto alla distruzione di una città solo per conquistarne la figlia del re. L'eroe pare soccombere al suo destino a causa di un errore della dolce sposa, da lui poco considerata, che tenta di mantenerlo legato a sé con l'impiego di quello che crede un filtro d'amore. La morte causata accidentalmente dalla donna, che gli invia una tunica intrisa del sangue avvelenato del Centauro Nesso, è in realtà voluta dal destino: l'eroe deve espiare le sue mancanze e pagare le azioni superbe di cui si è reso colpevole. L'intento di Sofocle è di dimostrare come nelle vicende umane sia sempre presente lo sguardo divino, di fronte al quale neppure il più forte degli eroi può nulla. Nel corso dell'opera il protagonista è oggetto di una evoluzione, una presa di coscienza delle sue colpe e giunge ad ammettere tutto il peso delle sue azioni, riconoscendo la superiorità e la giustizia della volontà divina. Al termine del dramma, infatti, sostiene che è meglio ubbidire al padre Zeus, accettando serenamente la morte destinatagli.

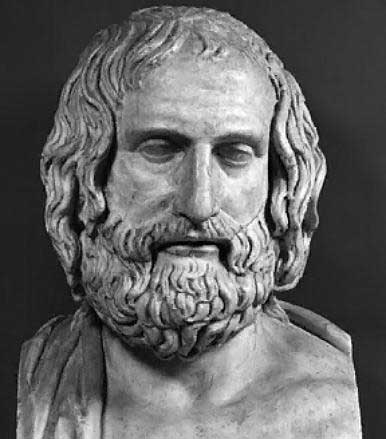
Busto di Euripide

Euripide fornisce un'interpretazione alquanto originale anche della figura di Eracle. La prima opera in cui appare l'eroe è l'Alcesti, tragedia problematica per la sua stessa struttura e posizione all'interno della tetralogia: occupa, infatti, il quarto posto - quello tradizionalmente riservato al dramma satiresco - ed è originale per il suo lieto fine. Tra i personaggi, Eracle è quello più discusso: non appare un eroe tragico, anzi, per la sua ingordigia nel mangiare e nel bere che lo apparenta all'immagine di lui diffusa nella commedia attica, sembra un buffone da dramma satiresco. Nonostante tutto si inserisce nel dramma in un momento centrale. Dopo aver conosciuto la verità si sveste infatti dei panni del beone per assumere quelli tradizionali di benefattore, adoperandosi per il suo ospite Admeto.
L'Eracle di Euripide è una tragedia tipica del grande poeta, problematica validità della religione olimpica e la precarietà dell'uomo di fronte al divino. Eracle è al termine delle sue fatiche, di ritorno presso la moglie Megara e i figli, insidiati dal tiranno Lico. L'arrivo dell'eroe garantisce l'immediata liberazione dei perseguitati, ma segna anche la loro fine. Euripide ha inteso creare intorno all'eroe il vuoto totale: al culmine della gloria, egli diviene oggetto della peggiore delle catastrofi per sua stessa mano, l'uccisione della moglie e dei figli. Euripide modifica alcuni particolari della storia - nel racconto tradizionale le fatiche erano imposte a Eracle in qualità di espiazione dell'assassinio di Megara e dei figli - per fare di Eracle l'eroe di fronte alla tragedia della vita. Il doloroso rimprovero agli dei, in particolare a Era, che per gelosia di una mortale ha permesso tanta sofferenza, è il grido dell'uomo impotente di fronte al fato.
L'umanizzazione dell'eroe dinanzi al dolore è disarmante e ancora più sconvolgenti sono le motivazioni addotte da Teseo per consolare l'amico, secondo cui: «Nessuno è senza colpa, né uomo né Dio». Euripide ha inteso modificare il ruolo di Eracle rispetto alla tradizione che va da Pindaro in poi, secondo una idealizzazione etica nuova e umana.

## Amanti e figli di Eracle
Eracle si sposò quattro volte, con Megara, Onfale, Deianira e infine con Ebe, ed ebbe un numero imprecisato di relazioni extraconiugali, sia con donne sia con uomini, per i quali, a causa dei molti miti che lo riguardano, è difficile ricostruire un ordine cronologico. Segue una lista (non esaustiva) dei principali figli di Eracle citati nella mitologia. I figli e i discendenti di Eracle sono conosciuti collettivamente con il nome di Eraclidi.

### Matrimoni
1. Megara
  1. Terimaco
  2. Creontiade
  3. Ofito
  4. Deicoonte
2. Onfale
  1. Tirseno
  2. Lamo
  3. Agelao
  4. Laomedonte
3. Deianira
  1. Illo
  2. Ctesippo
  3. Gleno
  4. Onite
  5. Macaria
4. Ebe
  1. Alessiare
  2. Aniceto

### Altre relazioni
1. Astidamia
  1. Ctesippo
2. Astioche
  1. Tlepolemo
3. Auge
  1. Telefo
4. Autonoe
  1. Palemone
5. Balezia
  1. Brento
6. Calciope
  1. Tessalo
7. Echidna
  1. Agatirso
  2. Gelono
  3. Scite
8. Epicasta
  1. Testalo
9. Fialo
  1. Aicmagora
10. Malide
  1. Cleodeo
  2. Alceo
11. Meda
  1. Antioco
12. Psofide
  1. Promaco
  2. Echefrone
13. 50 figlie di Tespio
  1. 50 Tespiadi[25]
14. Tinga
  1. Soface

### Uomini amati da Eracle
Eracle aveva anche un certo numero di amanti maschili. Plutarco, nel suo dialogo Sull'amore (Eroticos) sostiene che "erano oltre ogni possibile conteggio"; quello a lui più strettamente legato era il tebano Iolao: secondo un mito, Iolao era auriga e scudiero dell'eroe. Eracle, alla fine, lo aiutò addirittura a trovarsi una moglie. Plutarco riporta che fino al suo tempo le coppie maschili sarebbero andate in pellegrinaggio alla tomba di Iolao a Tebe a prestare giuramento di fedeltà eterna reciproca davanti al sepolcro.
Uno degli amanti di Eracle maggiormente rappresentato sia nell'arte antica sia in quella moderna è Ila (Hylas). Anche se la vicenda è di epoca più recente (datata all'incirca al III secolo a.C.) di quella con Iolao, questa aveva temi di mentoring nei modi di relazione guerresca e di aiuto per fargli trovare alla fine una sposa degna. Tuttavia va notato che non vi è nulla di tutto ciò se non nel racconto di Apollonio Rodio, il quale suggerisce apertamente che Ila fosse anche un amante sessuale, in contrasto con la semplice qualifica di compagno e servitore.
Un altro presunto amante maschio dell'eroe è Elacatas, suo eromenos, che è stato onorato a Sparta con un santuario e giochi annuali, gli "Elacatea". Il mito del loro amore è assai antico.
Vi è poi l'eroe eponimo della città di Abdera, Abdero. Si dice che è stato aggredito e ucciso dalle carnivore cavalle di Diomede di Tracia. Eracle fondò la città di Abdera proprio per onorare la sua memoria, dove è stato ricordato anche con giochi atletici.
Un altro mito riguarda Ifito.
Altra storia è quella che narra del suo amore per Nireo che fu «l'uomo più bello che fosse giunto sotto le mura di Troia» (Iliade, 673). Ma Tolomeo aggiunge che alcuni autori hanno rivelato invece che Nireo potesse essere uno degli stessi figli di Eracle.
Pausania il Periegeta fa menzione di Sostrato di Dyme in Acaia come uno dei probabili amanti di Eracle; si dice ch'egli sia morto giovane e che sia stato sepolto dall'eroe stesso appena fuori dalla città. La tomba si trovava lì ancora in epoca storica, e gli abitanti di Dyme onoravano Sostrato come fosse un eroe. Il giovane sembra sia stato anche indicato come Polystratus.
C'è anche una serie di amanti che sono o invenzioni successive, o concetti puramente letterari. Tra questi Admeto, che l'ha assistito durante la caccia del cinghiale calidonio; poi Adone, Corito iberico e Nestore, che si diceva fosse amato per la sua saggezza.
Uno scholiasta delle Argonautiche elenca i seguenti amanti maschili di Eracle: "Hylas, Filottete, Diomo, Perithoas e Phrix". Altri nomi, menzionati da Plutarco, sono quelli di Eufemo e Frisso.

## Altre figure legate al mito

### Familiari, compagni e amici
- Abdero, giovinetto da lui amato e suo compagno
- Admeto, suo ospite
- Alcesti, sposa di Admeto
- Alcmena, sua madre
- Anfitrione, suo padre adottivo
- Antore, suo compagno in alcune imprese
- Argone, suo discendente
- Athys, suo allievo
- Auge, madre di suo figlio Telefo
- Aventino, suo figlio avuto da Rea
- Chirone, centauro suo precettore
- Cizico, giovanissimo re dell'omonima città, figlio del suo compagno d'armi Oineo
- Creonte, padre di sua moglie Megara
- Deianira, sua seconda moglie
- Diomo, ragazzo di cui si innamorò
- Eumede, figlio avuto da Lise
- Evandro, re di Pallanteo, che lo ospitò
- Filottete, colui che accese il suo rogo
- Folo, centauro suo amico
- Ificle, suo fratello gemello
- Ila, giovinetto da lui amato e suo scudiero
- Illo, figlio avuto con Deianira
- Iolao, figlio di Ificle
- Iole, donna da lui amata
- Lica, suo araldo
- Megara, sua prima moglie
- Melampo, suo compagno in alcune imprese
- Meleagro, suo cognato
- Oineo, suo compagno nelle prime imprese, re dei Dolioni e padre di Cizico
- Onfale, regina di Lidia e madre di uno dei suoi figli
- Telefo, il figlio avuto da Auge
- Tlepolemo, altro suo figlio
- Teseo, suo alleato in molte imprese
- Zeus, suo padre. Fin dalla nascita, Eracle è stato il figlio mortale preferito di Zeus, tanto da essere elevato a divinità dal padre.

### Nemici
- Acareo, sfidante a una gara di pugilato
- Acheloo, dio fluviale
- Anteo, gigante figlio di Gea
- Augia, re dell'Elide
- Busiride, sovrano d'Egitto
- Caco, brigante italico
- Calaide e Zete, i due alati figli di Borea
- Carcino, granchio
- Cerbero, cane a guardia degli inferi
- Cercopi, uomini simili a scimmie
- Cicno, figlio di Ares
- Cinghiale di Erimanto
- Diomede, re dei Bistoni
- Emazione, re d'Etiopia figlio di Eos
- Ergino, re di Orcomeno
- Erix, re dei Siculi
- Euristeo, colui che gli impose le dodici fatiche
- Eurito, suo antico maestro d'arco
- Gerione, gigante dell'isola di Erythia
- Idra di Lerna, mostro a nove teste
- Ladone, custode del giardino delle Esperidi
- Laomedonte, re di Troia
- Leone di Nemea, animale invulnerabile secondo alcuni fratellastro di Eracle
- Lico, usurpatore del regno di Tebe
- Nesso, centauro
- Ortro, cane di Gerione
- Toro di Creta
- Uccelli del lago Stinfalo

### Albero genealogico[36]
|  |  |       |       |       |       |       |       |       |       |        |        |        |        |        |        |       |       |            |            |            |            |            |            |           |           |         |         |         |         | Zeus      | Zeus      | Zeus      | Zeus      | Zeus      | Zeus      |            |            | Danae      | Danae      | Danae      | Danae      | Danae     | Danae     |           |           |           |           |          |          |          |          |          |          |          |          |         |         |          |          |          |          |          |          |         |         |         |         |  |  |  |  |         |         |         |         |         |         |
|  |  |       |       |       |       |       |       |       |       |        |        |        |        |        |        |       |       |            |            |            |            |            |            |           |           |         |         |         |         | Zeus      | Zeus      | Zeus      | Zeus      | Zeus      | Zeus      |            |            | Danae      | Danae      | Danae      | Danae      | Danae     | Danae     |           |           |           |           |          |          |          |          |          |          |          |          |         |         |          |          |          |          |          |          |         |         |         |         |  |  |  |  |         |         |         |         |         |         |
|  |  |       |       |       |       |       |       |       |       |        |        |        |        |        |        |       |       |            |            |            |            |            |            |           |           |         |         |         |         |           |           |           |           |           |           |            |            |            |            |            |            |           |           |           |           |           |           |          |          |          |          |          |          |          |          |         |         |          |          |          |          |          |          |         |         |         |         |  |  |  |  |         |         |         |         |         |         |
|  |  |       |       |       |       |       |       |       |       |        |        |        |        |        |        |       |       |            |            |            |            |            |            |           |           |         |         |         |         |           |           |           |           | Perseo    | Perseo    | Perseo     | Perseo     | Perseo     | Perseo     |            |            | Andromeda | Andromeda | Andromeda | Andromeda | Andromeda | Andromeda |          |          |          |          |          |          |          |          |         |         |          |          |          |          |          |          |         |         |         |         |  |  |  |  |         |         |         |         |         |         |
|  |  |       |       |       |       |       |       |       |       |        |        |        |        |        |        |       |       |            |            |            |            |            |            |           |           |         |         |         |         |           |           |           |           | Perseo    | Perseo    | Perseo     | Perseo     | Perseo     | Perseo     |            |            | Andromeda | Andromeda | Andromeda | Andromeda | Andromeda | Andromeda |          |          |          |          |          |          |          |          |         |         |          |          |          |          |          |          |         |         |         |         |  |  |  |  |         |         |         |         |         |         |
|  |  |       |       |       |       |       |       |       |       |        |        |        |        |        |        |       |       |            |            |            |            |            |            |           |           |         |         |         |         |           |           |           |           |           |           |            |            |            |            |            |            |           |           |           |           |           |           |          |          |          |          |          |          |          |          |         |         |          |          |          |          |          |          |         |         |         |         |  |  |  |  |         |         |         |         |         |         |
|  |  |       |       |       |       |       |       |       |       |        |        |        |        |        |        |       |       |            |            |            |            |            |            |           |           |         |         |         |         |           |           |           |           |           |           |            |            |            |            |            |            |           |           |           |           |           |           |          |          |          |          |          |          |          |          |         |         |          |          |          |          |          |          |         |         |         |         |  |  |  |  |         |         |         |         |         |         |
|  |  | Perse | Perse | Perse | Perse | Perse | Perse |       |       |        |        | Alceo  | Alceo  | Alceo  | Alceo  | Alceo | Alceo |            |            | Hipponome  | Hipponome  | Hipponome  | Hipponome  | Hipponome | Hipponome |         |         |         |         |           |           |           |           |           |           | Elettrione | Elettrione | Elettrione | Elettrione | Elettrione | Elettrione |           |           | Anasso    | Anasso    | Anasso    | Anasso    | Anasso   | Anasso   |          |          |          |          | Stenelo  | Stenelo  | Stenelo | Stenelo | Stenelo  | Stenelo  |          |          | Nicippe  | Nicippe  | Nicippe | Nicippe | Nicippe | Nicippe |  |  |  |  | Mestore | Mestore | Mestore | Mestore | Mestore | Mestore |
|  |  | Perse | Perse | Perse | Perse | Perse | Perse |       |       |        |        | Alceo  | Alceo  | Alceo  | Alceo  | Alceo | Alceo |            |            | Hipponome  | Hipponome  | Hipponome  | Hipponome  | Hipponome | Hipponome |         |         |         |         |           |           |           |           |           |           | Elettrione | Elettrione | Elettrione | Elettrione | Elettrione | Elettrione |           |           | Anasso    | Anasso    | Anasso    | Anasso    | Anasso   | Anasso   |          |          |          |          | Stenelo  | Stenelo  | Stenelo | Stenelo | Stenelo  | Stenelo  |          |          | Nicippe  | Nicippe  | Nicippe | Nicippe | Nicippe | Nicippe |  |  |  |  | Mestore | Mestore | Mestore | Mestore | Mestore | Mestore |
|  |  |       |       |       |       |       |       |       |       |        |        |        |        |        |        |       |       |            |            |            |            |            |            |           |           |         |         |         |         |           |           |           |           |           |           |            |            |            |            |            |            |           |           |           |           |           |           |          |          |          |          |          |          |          |          |         |         |          |          |          |          |          |          |         |         |         |         |  |  |  |  |         |         |         |         |         |         |
|  |  |       |       |       |       |       |       |       |       |        |        |        |        |        |        |       |       |            |            |            |            |            |            |           |           |         |         |         |         |           |           |           |           |           |           |            |            |            |            |            |            |           |           |           |           |           |           |          |          |          |          |          |          |          |          |         |         |          |          |          |          |          |          |         |         |         |         |  |  |  |  |         |         |         |         |         |         |
|  |  |       |       |       |       |       |       | Anaxo | Anaxo | Anaxo  | Anaxo  | Anaxo  | Anaxo  |        |        |       |       | Anfitrione | Anfitrione | Anfitrione | Anfitrione | Anfitrione | Anfitrione |           |           | Alcmena | Alcmena | Alcmena | Alcmena | Alcmena   | Alcmena   |           |           | Zeus      | Zeus      | Zeus       | Zeus       | Zeus       | Zeus       |            |            |           |           |           |           | Licimnio  | Licimnio  | Licimnio | Licimnio | Licimnio | Licimnio |          |          |          |          |         |         | Euristeo | Euristeo | Euristeo | Euristeo | Euristeo | Euristeo |         |         |         |         |  |  |  |  |         |         |         |         |         |         |
|  |  |       |       |       |       |       |       | Anaxo | Anaxo | Anaxo  | Anaxo  | Anaxo  | Anaxo  |        |        |       |       | Anfitrione | Anfitrione | Anfitrione | Anfitrione | Anfitrione | Anfitrione |           |           | Alcmena | Alcmena | Alcmena | Alcmena | Alcmena   | Alcmena   |           |           | Zeus      | Zeus      | Zeus       | Zeus       | Zeus       | Zeus       |            |            |           |           |           |           | Licimnio  | Licimnio  | Licimnio | Licimnio | Licimnio | Licimnio |          |          |          |          |         |         | Euristeo | Euristeo | Euristeo | Euristeo | Euristeo | Euristeo |         |         |         |         |  |  |  |  |         |         |         |         |         |         |
|  |  |       |       |       |       |       |       |       |       |        |        |        |        |        |        |       |       |            |            |            |            |            |            |           |           |         |         |         |         |           |           |           |           |           |           |            |            |            |            |            |            |           |           |           |           |           |           |          |          |          |          |          |          |          |          |         |         |          |          |          |          |          |          |         |         |         |         |  |  |  |  |         |         |         |         |         |         |
|  |  |       |       |       |       |       |       |       |       |        |        |        |        |        |        |       |       |            |            |            |            |            |            |           |           |         |         |         |         |           |           |           |           |           |           |            |            |            |            |            |            |           |           |           |           |           |           |          |          |          |          |          |          |          |          |         |         |          |          |          |          |          |          |         |         |         |         |  |  |  |  |         |         |         |         |         |         |
|  |  |       |       |       |       |       |       |       |       | Ificle | Ificle | Ificle | Ificle | Ificle | Ificle |       |       |            |            |            |            |            |            |           |           |         |         |         |         |           |           |           |           | Megara    | Megara    | Megara     | Megara     | Megara     | Megara     |            |            | Eracle    | Eracle    | Eracle    | Eracle    | Eracle    | Eracle    |          |          | Deianira | Deianira | Deianira | Deianira | Deianira | Deianira |         |         | Ebe      | Ebe      | Ebe      | Ebe      | Ebe      | Ebe      |         |         |         |         |  |  |  |  |         |         |         |         |         |         |
|  |  |       |       |       |       |       |       |       |       | Ificle | Ificle | Ificle | Ificle | Ificle | Ificle |       |       |            |            |            |            |            |            |           |           |         |         |         |         |           |           |           |           | Megara    | Megara    | Megara     | Megara     | Megara     | Megara     |            |            | Eracle    | Eracle    | Eracle    | Eracle    | Eracle    | Eracle    |          |          | Deianira | Deianira | Deianira | Deianira | Deianira | Deianira |         |         | Ebe      | Ebe      | Ebe      | Ebe      | Ebe      | Ebe      |         |         |         |         |  |  |  |  |         |         |         |         |         |         |
|  |  |       |       |       |       |       |       |       |       |        |        |        |        |        |        |       |       |            |            |            |            |            |            |           |           |         |         |         |         |           |           |           |           |           |           |            |            |            |            |            |            |           |           |           |           |           |           |          |          |          |          |          |          |          |          |         |         |          |          |          |          |          |          |         |         |         |         |  |  |  |  |         |         |         |         |         |         |
|  |  |       |       |       |       |       |       |       |       |        |        |        |        |        |        |       |       |            |            |            |            |            |            |           |           |         |         |         |         |           |           |           |           |           |           |            |            |            |            |            |            |           |           |           |           |           |           |          |          |          |          |          |          |          |          |         |         |          |          |          |          |          |          |         |         |         |         |  |  |  |  |         |         |         |         |         |         |
|  |  |       |       |       |       |       |       |       |       | Iolao  | Iolao  | Iolao  | Iolao  | Iolao  | Iolao  |       |       |            |            |            |            |            |            |           |           |         |         |         |         | Tre figli | Tre figli | Tre figli | Tre figli | Tre figli | Tre figli |            |            |            |            | Illo       | Illo       | Illo      | Illo      | Illo      | Illo      |           |           | Macaria  | Macaria  | Macaria  | Macaria  | Macaria  | Macaria  |          |          | Altri   | Altri   | Altri    | Altri    | Altri    | Altri    |          |          |         |         |         |         |  |  |  |  |         |         |         |         |         |         |

## Analisi critica
La vicenda di questo eroe non è raccontata in una sola opera, ma ne sono state scritte molte che lo vedono protagonista, marginalmente o particolarmente. Celebri le sue incredibili imprese, quali ad esempio le dodici fatiche che lo vedono affrontare serpenti dalle molteplici teste, leoni dalla pelle impossibile da scalfire, uccelli in grado di sparare piume affilate come lame e molti altri mostri che l'eroe, sia per coraggio sia per astuzia, riuscì sempre a sconfiggere.
Maggiore eroe greco, divinità olimpica dopo la morte, Eracle fu venerato come simbolo di coraggio e forza, ma anche di umanità e generosità, anche presso i Romani. Era ritenuto protettore degli sport e delle palestre. Fu onorato in numerosi santuari sparsi in tutta la Grecia e le sue tante imprese, espressione dell'altruismo e della forza fisica, lo fecero credere il fondatore dei Giochi olimpici antichi. In alcuni casi, mettendo in luce la generosità con la quale affrontava avversari temibili, si rese dell'eroe un'immagine dall'intensa forza morale, oltre che puramente fisica.
La sua complessa personalità, l'ambientazione di certe sue imprese e il fatto che la maggior parte di esse sia legata ad animali, assimilano talvolta l'immagine di Eracle agli antichi sciamani, dotati di poteri soprannaturali, e una certa comunanza di aspetti si rintraccia anche in eroi fenici come Melqart. Il nome stesso di Eracle, per alcuni studiosi, va fatto risalire al nome del dio sumero "Erragal", epiteto di Nergal. Le dodici fatiche, poi, possono avere qualche correlazione con i segni dello zodiaco, molti dei quali sono appunto rappresentati da animali.
Nel mondo romano Ercole presiedeva alle palestre e a tutti i luoghi in cui si faceva attività fisica; considerato anche una divinità propizia, gli si rivolgevano invocazioni in caso di disgrazie, chiamandolo Hercules Defensor o Salutaris.
È inoltre da ricordare che fin quasi all'età moderna lo stretto di Gibilterra era noto come "Colonne d'Ercole", con espressione chiaramente evocativa: un ricordo dei viaggi e degli spostamenti dell'eroe che, nel corso delle sue imprese, toccò paesi dell'Asia Minore e del Caucaso e raggiunse l'Estremo Oriente e il Grande Oceano, che delimitava le "terre dei vivi". La leggenda era d'origine fenicia: il dio tirio Melqart (identificato poi dai Romani con Ercole stesso e detto Hercules Gaditanus, per il famoso tempio di Gades/Gadeira a lui dedicato) avrebbe posto ai lati dello stretto due colonne, che furono poi considerate l'estremo limite raggiunto da Ercole e, soprattutto nel Medioevo, il confine posto dal dio affinché gli uomini non si spingessero nell'Oceano Atlantico.

Attraverso i contatti e gli scambi culturali legati alle invasioni di Alessandro Magno nei regni orientali, soprattutto nella regione della Sogdiana, la cultura greca ha incontrato e influenzato quella buddista. La figura di Eracle in particolare viene associata a quella di Vajrapāṇi, ossia il protettore del Buddha con stilizzazione greca e la tipica clava.

## Nell'arte

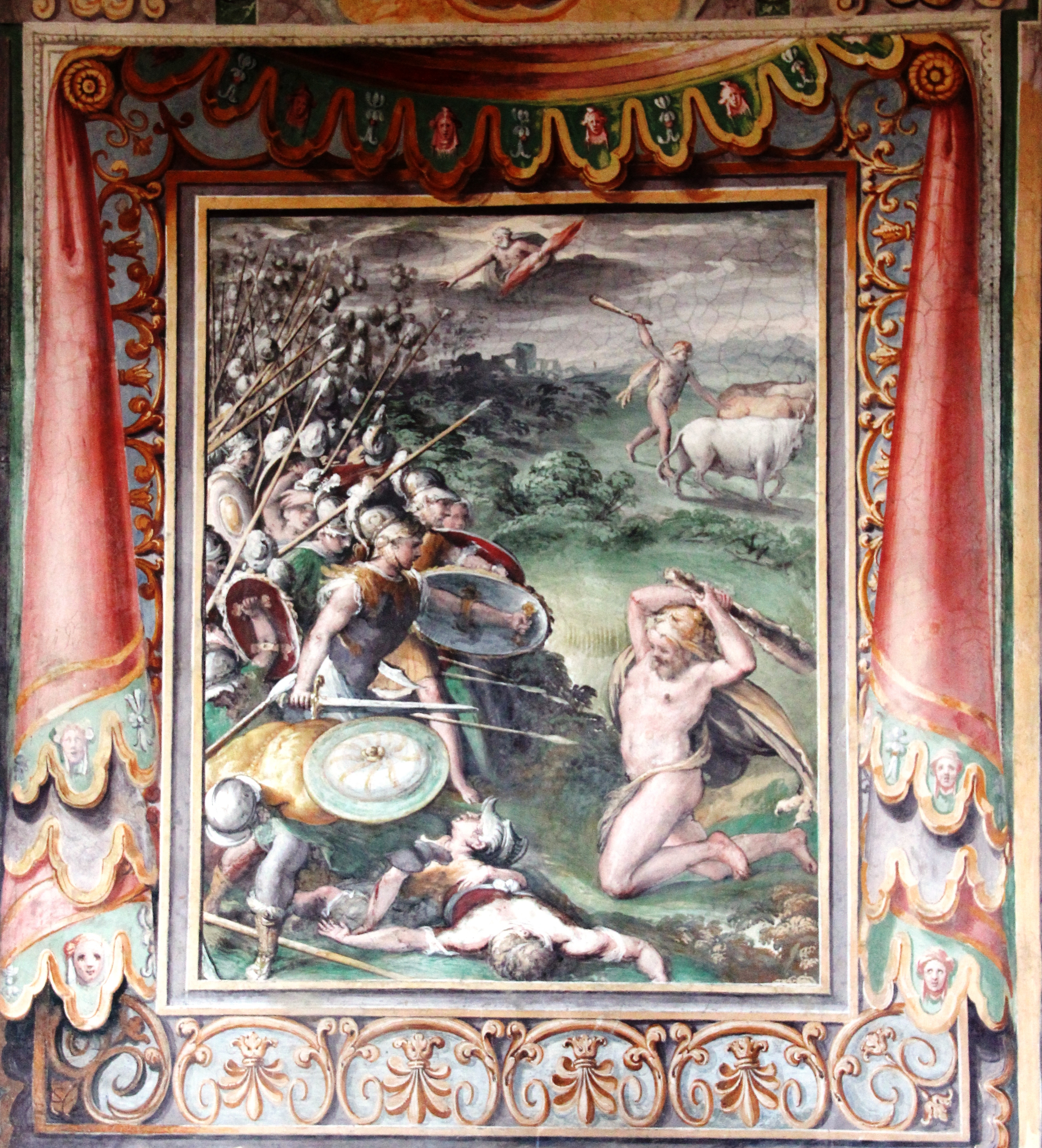
Ercole Sassano, 1569, affresco a Villa d'Este di Tivoli, nell'appartamento inferiore

Nella pittura, si possono ricordare, di Rubens, Ercole e Onfale (1603), Ercole nel giardino delle Esperidi (1638 circa), L'origine della Via Lattea (1636-1638); L'origine della Via Lattea di Tintoretto; La scelta di Ercole di Annibale Carracci (1596). Una delle sale più importanti del Palazzo dei Normanni di Palermo, che prende appunto il nome di "Sala d'Ercole", è decorata da magnifici affreschi parietali che raffigurano le imprese dell'eroe greco.
Per la scultura, sono celebri Ercole e Caco di Baccio Bandinelli (1534), Piazza della Signoria, Firenze; Ercole e Lica di Antonio Canova (1795-1815), Galleria nazionale d'arte moderna e contemporanea, Roma; Ercole epitrapezios di Alba Fucens - I sec. a.C. Museo archeologico nazionale d'Abruzzo, Chieti; Ercole Curino - bronzo, scuola di Lisippo, Museo archeologico nazionale d'Abruzzo, Chieti.
Per l'architettura, a Vicenza vi è il famoso Teatro Olimpico di Andrea Palladio, decorato con le imprese di Ercole.

## Cinema

Una scena del film Hercules (1983)

Dagli anni sessanta in poi furono girati numerosi film di genere peplum (mitologico misto a kolossal) in cui i protagonisti, oltre a Eracle (o Ercole per i Romani) in questo caso ribattezzato Hercules, erano noti eroi della mitologia greca e romana, ma nel maggior caso delle volte anche inventati. Alcune trame sono basate su avvenimenti della vicenda mitica del famoso personaggio, seguendo a volte anche le tragedie di Eschilo o Euripide, ma spesso le vicende degli altri film, molto rielaborate dagli sceneggiatori, ottenevano in pubblico scarso successo. Ciò avvenne anche per i personaggi di Maciste e di Ursus, tuttavia il primo, essendo stato creato da Gabriele D'Annunzio e interpretato nei primi film muti da Bartolomeo Pagano, ottenne più successo.
- Le fatiche di Ercole, regia di Pietro Francisci (1958)
- Ercole e la regina di Lidia, regia di Pietro Francisci (1958)
- Gli amori di Ercole, regia di Carlo Ludovico Bragaglia (1960)
- La vendetta di Ercole, regia di Vittorio Cottafavi (1960)
- Ercole alla conquista di Atlantide, regia di Vittorio Cottafavi (1961)
- Ercole al centro della Terra, regia di Mario Bava (1961)
- Maciste contro Ercole nella valle dei guai, regia di Mario Mattoli (film parodistico del 1961 con protagonisti Franco e Ciccio)
- Ercole, cortometraggio tedesco per la regia di Werner Herzog (1962)
- Ercole contro Moloch, regia di Giorgio Ferroni (1963)
- Ercole sfida Sansone, regia di Pietro Francisci (1963)
- Ercole contro i tiranni di Babilonia, regia di Domenico Paolella (1964)
- Ercole contro Roma, regia di Piero Pierotti (1964)
- Ercole l'invincibile, regia di Alvaro Mancori (1964)
- Ercole contro i figli del sole, regia di Osvaldo Civirani (1964)
- Il trionfo di Ercole, regia di Alberto De Martino (1964)
- Ercole, Sansone, Maciste e Ursus gli invincibili, regia di Giorgio Capitani (1964)
- Il magnifico gladiatore, regia di Alfonso Brescia (1964)
- La sfida dei giganti, regia di Maurizio Lucidi (1965)
- Hercules, regia di Luigi Cozzi (1983)
- Hercules nell'inferno degli dei, film per la televisione per la regia di Bill L. Norton (1994)
- Hercules e il regno perduto, film per la televisione per la regia di Harley Cokeliss (1994)
- Hercules e il cerchio di fuoco, film per la televisione per la regia di Doug Lefter (1994)
- Hercules e le donne amazzoni, film per la televisione per la regia di Bill L. Norton (1994)
- Hercules nel labirinto del Minotauro, film per la televisione per la regia di Josh Becker (1994)
- Hercules, film animato della Walt Disney Pictures, diretto da Ron Clements e John Musker (1997)
- Hercules: The Legendary Journeys, serie televisiva andata in onda dal 1995 al 2000
- Young Hercules, spin-off della serie televisiva Hercules, in onda dal 1998 al 2002
- Hercules - La leggenda ha inizio, film del 2014
- Hercules: il guerriero, film del 2014 con Dwayne "The Rock" Johnson nei panni di Eracle

## Manga
- Nel manga di Record of Ragnarok, Eracle è uno degli dei che combatte al torneo del Ragnarok.